# Breviarium van Isabella van Castilië

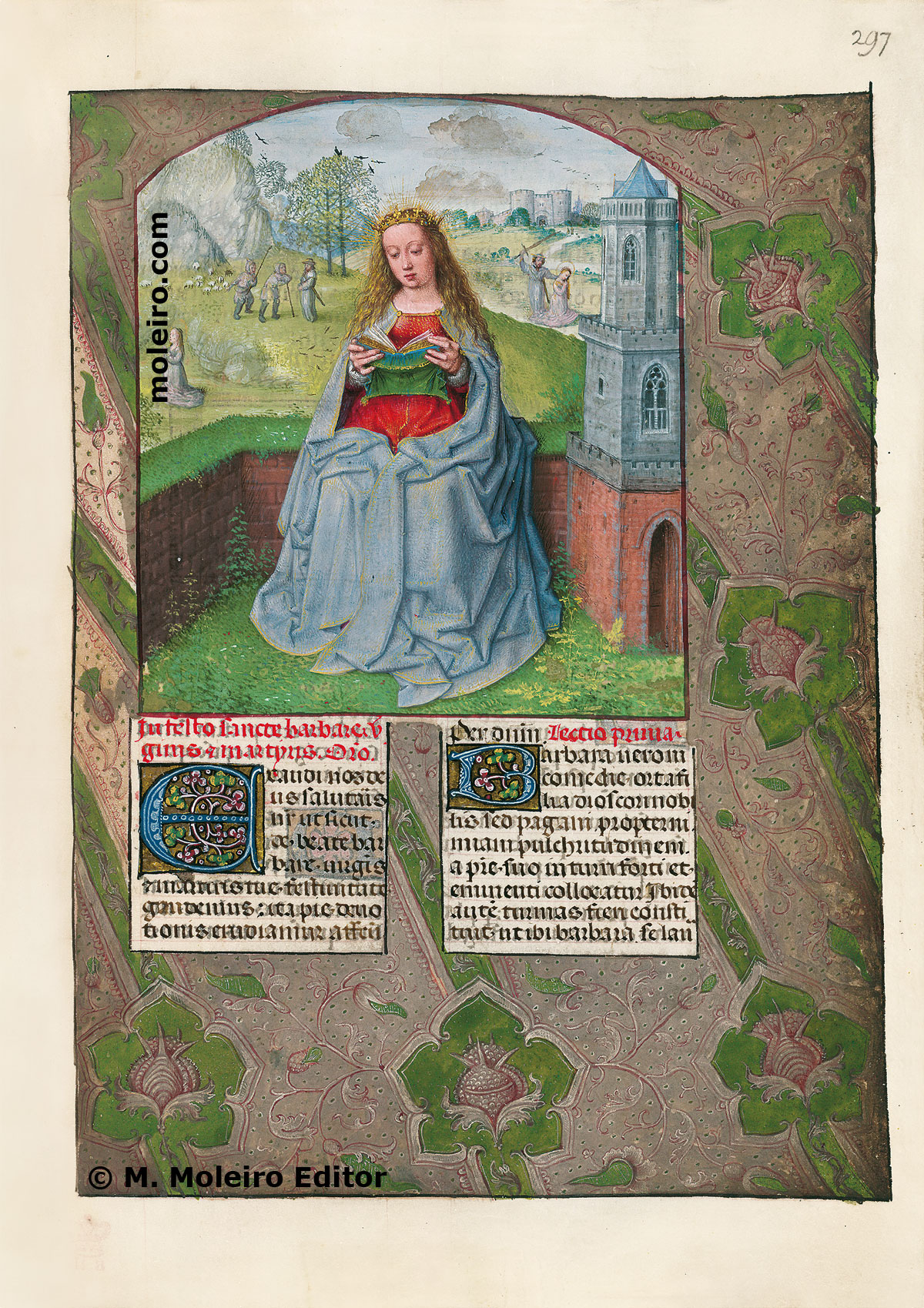
Isabellabrevier, De heilige Barbara f297r

Het Breviarium van Isabella van Castilië is een brevier uit de 15e eeuw, bewaard in de British Library als Ms. Add. 18851.

## Oorsprong

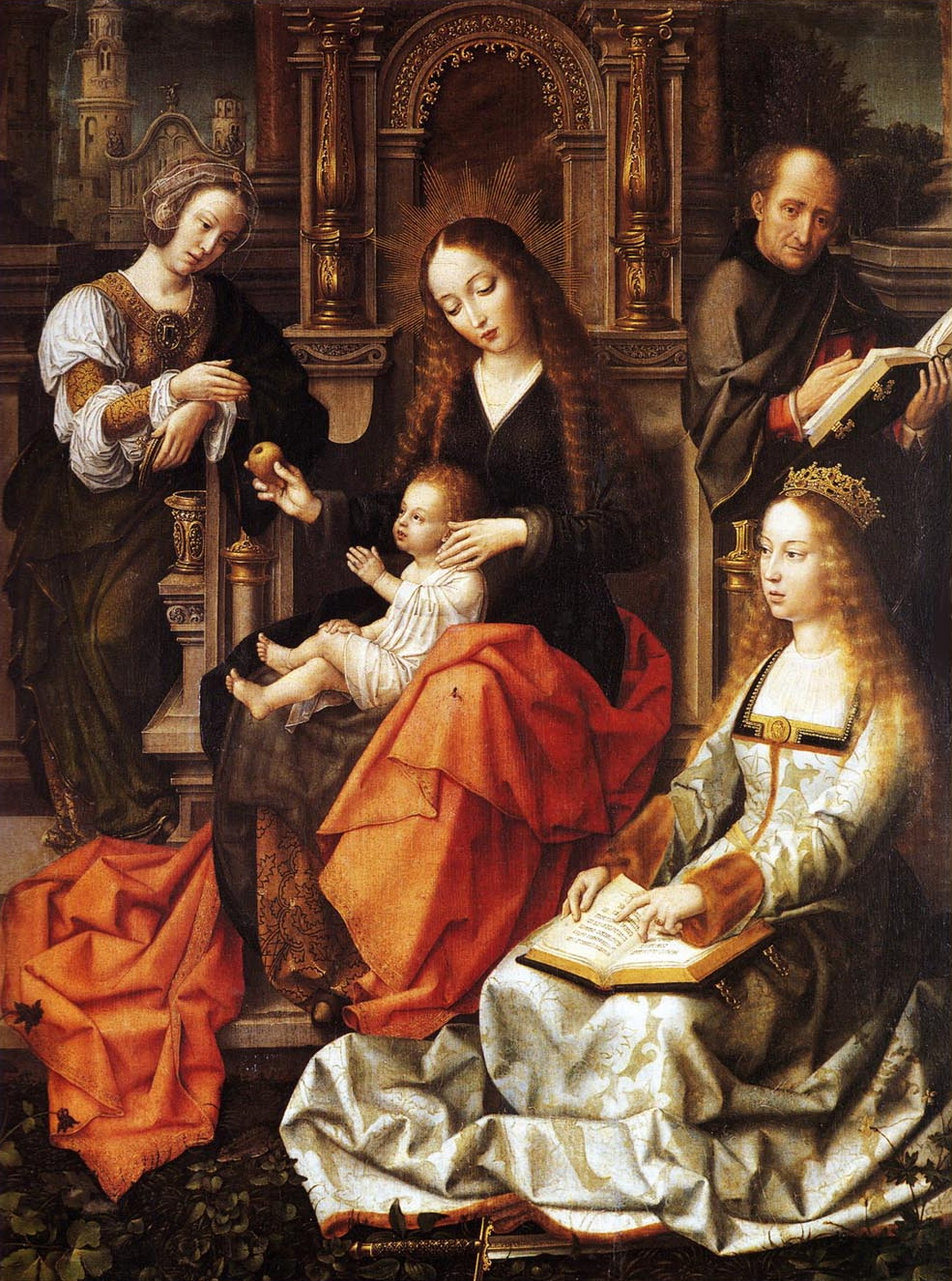
De H. Catharina naast de Heilige Maagd, dit zou een portret zijn van Isabella, Gerard David

Het breviarium van Isabella van Castilië is een brevier, gemaakt in Vlaanderen op het einde van de 15e eeuw, dat door de Spaanse edelman Francisco de Rojas aan Isabella van Castilië werd geschonken ter gelegenheid van het dubbelhuwelijk van de kinderen van de Katholieke Koningen met de kinderen van Maximiliaan van Oostenrijk. Francisco de Rojas y Escobar was een Castiliaanse diplomaat die verscheidene belangrijke diplomatieke missies uitvoerde voor Isabella en Ferdinand. Hij was de diplomaat die de onderhandelingen over het huwelijk tussen Johan, de kroonprins, en Margaretha enerzijds en Filips de Schone en Johanna van Castilië anderzijds kon afronden in 1495. Het huwelijk van Johanna en Filips vond plaats op 20 oktober 1496 in Lier, dat van Johan en Margaretha op 3 april 1497 in Burgos. Op folium 436 verso van het handschrift vinden we de wapens van de Katholieke Koningen en van beide huwelijksparen. Het devies van Francisco de Rojas dat we terugvinden op folium 437 recto luidt: “Lux in tenebris lucet et tenebrae eam non comprehenderunt”.

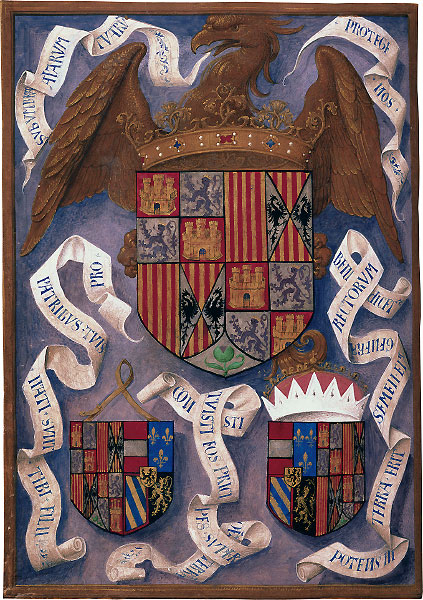
Isabellabrevier, Wapenschilden f436v

## Beschrijving
Het handschrift is geschreven in het Latijn en is bedoeld voor dominicaans gebruik.
Het handschrift bevat 524 folia en meet 230 x 160 mm. De tekst is geschreven in 2 kolommen van 34 lijnen in een tamelijk rond gotisch lettertype. De tekstzone meet 135 x 95 mm. De kolommen en lijnen zijn afgelijnd met rode inkt, maar de aflijning is nauwelijks zichtbaar.
Het bevat in totaal 170 miniaturen en is daarmee een van de rijkst versierde breviaria die bewaard zijn gebleven. De miniaturen zijn als volgt verdeeld:
- kalender: 12
- tijdeigen: 50
- psalmen: 27
- eigen en gemeenschappelijke der heiligen: 81[n 6]

Er zijn twee soorten miniaturen namelijk bladbrede en kolombrede. Van de bladbrede telt het manuscript er 44, de meeste van 24 lijnen hoog, een van 26 lijnen, twee van 19 lijnen en een van 18 lijnen. Daarnaast zijn er 104 kolombrede miniaturen waarvan de hoogte varieert tussen negen en negentien lijnen hoog.
Het handschrift telt 12 kalenderbladzijden, één volbladminiatuur en een folio met wapens en emblemen. Het telt ook acht gehistorieerde initialen waarvan één onafgewerkt.
De kalender is van het Vlaamse type, niet alle dagen zijn ingevuld met de feestdag van een Heilige of een kerkelijke feestdag.
Vanaf folium 402 r – 524 is er ander perkament gebruikt en zijn het schrift, de initialen en de verluchting verschillend van het eerste deel, met uitzondering van het katern ff. 499r – 506r. Er zijn ook stijlverschillen, zo worden bijvoorbeeld de “responses” niet meer in een kleiner lettertype geschreven zoals in deel 1. Het handschrift lijkt dus duidelijk in twee campagnes gemaakt te zijn.

## Lekenbrevier
Dit breviarium was geen uitzondering in de collectie van Isabella, de koningin bezat er twintig, een onwaarschijnlijk groot aantal, zoals blijkt uit de inventaris opgemaakt door Elisa Ruiz García. Het was gebruikelijk dat de adellijke dames een getijdenboek gebruikten voor hun persoonlijke devotie, het brevier was in principe het boek voor de geestelijken. Het blijft gissen naar de bedoeling van Isabella met haar breviaria, maar een hypothese die verre van onwaarschijnlijk lijkt te zijn is, dat het getijdenboek ondertussen zijn weg had gevonden naar het “grote publiek”, ook de gegoede burgerij beschikte over luxueuze getijdenboeken en dat men zich met een brevier kon distantiëren van het gewone volk. Bovendien kon het door zijn omvang een gans ander verluchtingsprogramma herbergen.
In Frankrijk vindt men dergelijke breviaria terug bij de Koninklijke familie vanaf het einde van de 13e eeuw. De hertogen van Bourgondië volgen dit voorbeeld, zoals later ook de Spaanse Koninklijke familie dat zal doen.
Enkele van de befaamde middeleeuwse breviaria zijn:
- Brevier van Philippe le Bel, ca. 1290-1295, BnF Latin 1023.
- Belleville-breviarium Parijs 1323-1326, BnF, Ms. Lat. 10484
- Brevier van Filips de Goede, Brussel, Koninklijke Bibliotheek, 9511 en 9026
- Brevier van Henri de Lorraine, Chazy (New York), Alice T. Miner museum
- Breviarium van Eleonora van Portugal, New York, Morgan Library 2287
- Brevier van Karel V BnF ms. lat 1052
- Brevier van Marie de Savoie, Bibliothèque municipale de Chamberry.
- Brevier van Martin d'Aragon, Parijs, BnF, Rothschild 2529
- Brevier van Mattias Corvinus Rome, Biblioteca Apostolica Vaticana Urb. Lat. 112
- Brevier van Monte-cassino, Parijs, Bibliothèque Mazarine, Ms 364 / 20
- Brevier van Renaud de Bar (Wintergedeelte), Verdun, Bibliothèque municipale de Verdun, Bm 107
- Brevier van Renaud de Bar (zomergedeelte), Londen, British Library
- Grimani Breviarium Venetië, Biblioteca Marciana, Ms. Lat.X167(7531)
- Breviarium Mayer van den Bergh, Antwerpen, Museum Mayer van den Bergh

## Geschiedenis van het handschrift
Wie het manuscript verwierf na de dood van Isabella, of zelfs nog tijdens haar leven, is niet bekend. Een auteur vermeldt, dat het boek zou meegenomen zijn uit het Escuriaal gedurende de Franse invasie in Spanje, maar er zijn geen documenten teruggevonden die dit bevestigen.
In 1815 is het werk in het bezit van John Dent, een Brits verzamelaar die bankier en Parlementslid was. Uit 1817 kennen we een beschrijving van het boek door Thomas Frognall Dibdin. Na het overlijden van Dent in 1826 wordt zijn collectie in 1827 verkocht en in de catalogus van de verkoop worden vier bladzijden besteed aan de bespreking van het breviarium van Isabella van Castilië. Het boek wordt verkocht voor £ 378 aan Philip Hurd, lid van de Inner Temple. Vijf jaar later, na Hurd’s dood wordt het boek opnieuw verkocht voor £ 520 en komt het terecht in de verzameling van John Soane, een beroemd architect en de stichter van het “Sir John Soane’s Museum”. In 1833 verkoopt Soane het handschrift aan John Tobin voor de som van £ 645.
Frederic Madden, de toekomstige conservator van de British Library en de Duitse kunstkenner Gustav Friedrich Waagen kregen de gelegenheid het manuscript te bestuderen, toen het zich in de verzameling van Tobin bevond. Na de dood van John Tobin wordt het handschrift door diens zoon, John Tobin of Liscard, verkocht aan een Londense boekverkoper William Boone, samen met zeven andere manuscripten uit de collectie van zijn vader. Boone verkoopt het ganse lot, voor de toen exorbitante prijs van £ 3000 aan het British Museum, van waar het zal over gaan naar de British Library. Boone had zelf maar £ 1900 betaald voor het ganse pakket. Ook het bekende Bedford-getijdenboek maakte deel uit van deze deal.

## Inhoud
Een brevier bevat de gebeden die de geestelijken dagelijks moeten reciteren. Het ontstond in de abdijen en was het boek dat uiteindelijk gebruikt werd bij het getijdengebed.
De meeste breviaria bevatten vooreerst de 150 psalmen toegeschreven aan koning David en daarnaast gebeden specifiek voor de dag, in functie van het kerkelijk feest dat gevierd wordt of van de heilige die op die dag herdacht wordt. De psalmen worden voorafgegaan en gevolgd door antifonen, lezingen of teksten uit de heilige schriften, verzen en responses. Naast de psalmen worden ook hymnen en kantieken gebeden.
Het breviarium van Isabella van Castilië bevat de gebruikelijke secties van een dominicaans brevier zoals ze werden opgesteld door Humbert de Romans, generaal overste van de orde tussen 1254 en 1277, die een orderegel uitvaardigde betreffende het getijdengebed binnen de orde van de dominicanen.
De indeling van het breviarium ziet er als volgt uit:
| Sectie                          | Plaats          | Omschrijving                                                         |
| ------------------------------- | --------------- | -------------------------------------------------------------------- |
| De kalender                     | ff. 1v – 7r     |                                                                      |
| Het tijdeigen                   | ff. 8v – 110v   | van de eerste zondag van de advent tot aan de zaterdag voor Pasen.   |
| De psalmen                      | ff. 111v – 194r |                                                                      |
| Kantieken                       | ff. 194r – 197v | voor metten, lauden, vespers en completen en voor de priem op zondag |
| Geloofsbelijdenis en Onze Vader | f. 197v         |                                                                      |
| Litanie                         | ff. 198r – 200r |                                                                      |
| Rubrieken voor de feestdagen    | ff. 203r – 208r | uitleg over de klasse van de feestdagen en hun onderlinge rangorde   |
| Het tijdeigen                   | ff. 211r – 288v | van Pasen tot de laatste zondag voor de advent                       |
| Officie voor een kerkwijding    | ff. 288v – 292r |                                                                      |
| Eigene der heiligen             | ff. 293r – 498r | van de heilige Andreas (30 november) tot Saturin (29 november)       |
| Gemeenschappelijke der heiligen | ff. 498r – 508r |                                                                      |
| Officie van de H. maagd Maria   | ff. 508v – 512v |                                                                      |
| Officie van de doden            | ff. 512v – 514r |                                                                      |
| Benedicties                     | ff. 514r – 514v | bij de lessen van de metten                                          |
| Gebeden voor de overledenen     | ff. 518v – 521r |                                                                      |
| Gebeden voor het eten           | ff. 521r – 521v | en zegening van diverse objecten                                     |
| Diverse gebeden                 | ff. 522r – 523r | met onder meer de zegening van water (wijwater) en zout.             |

### Kalender
De kalender is een normale dominicaanse kalender op basis van de dominicaanse kalender die in het derde kwart van de 13e eeuw werd opgesteld door Humbert van Romans. Een aantal wijzigingen op de originele kalender werden doorgevoerd na goedkeuring door het generaal kapittel van de dominicanen, maar het duurde soms lang eer die wijzigingen in alle kloosters gekend waren.
De kalender bevat een aantal feesten van heiligen die typisch dominicaans zijn (zie de lijst hieronder).
| Datum        | Omschrijving                                           |
| ------------ | ------------------------------------------------------ |
| 28 januari   | De translatie van Thomas van Aquino.                   |
| 4 februari   | De herdenking van de overleden ouders van de ordeleden |
| 7 maart      | Feestdag van Thomas van Aquino.                        |
| 5 april      | Feestdag van Vincent Ferrer.                           |
| 29 april     | Feestdag van Petrus van Verona.                        |
| 24 mei       | Translatie van Dominicus.                              |
| 11 juli      | Feestdag van Procopius.                                |
| 27 juli      | Feestdag van Marta.                                    |
| 5 augustus   | Feestdag van Dominicus.                                |
| 25 augustus  | Feestdag van Lodewijk de Heilige.                      |
| 4 september  | Feestdag van Marcellus van Parijs                      |
| 28 september | Feestdag van Wenceslas van Bohemen.                    |
| 10 oktober   | Herdenking van alle overleden ordeleden                |
| 8 december   | Heiliging van Maria                                    |

Naast elke feestdag wordt in de kalender ook de rangorde van het feest opgegeven: memoria, iii lectiones, simplex, semiduplex, duplex en totum duplex. Deze rangorde wordt onder meer gebruikt om na te gaan welke gebeden voorrang krijgen als variabele feestdagen samenvallen met de herdenking van een heilige. De hier gebruikte terminologie is typisch voor de dominicanen. In het brevier vindt men op ff. 203r – 208r een tekst die verklaart hoe deze gegevens moeten gebruikt worden.
Naast de feestdagen bevat de kalender de gegevens voor het berekenen van de weekdag in een willekeurig jaar, de numerus aureus in de eerste kolom en de zondagsletter in de tweede kolom. In de derde kolom vinden we het dagnummer uitgedrukt op de Romeinse wijze met calendae, nonae en idus. Ook de datum waarop de zon voor het eerst in een dierenriemteken staat wordt aangegeven.
Bovenaan elke maand wordt aangegeven hoeveel dagen de maand bevat, hoeveel maan-dagen ze telt, hoelang de dag duurt en hoelang de nacht duurt.

### Het tijdeigen
Het tijdeigen de gebeden voor het kerkelijk jaar volgens de kerkelijke kalender die begint bij de advent. Voor elke dag worden dan de gebeden gegeven die tijdens de verschillende gebedsstonden (metten, lauden, priem, terts, sext, none, vespers en completen) moeten gebeden worden. Die gebeden bestaan uit hymnen, psalmen, lezingen uit het Oude en het Nieuwe Testament, predicaties van de kerkvaders en dergelijke meer. Het tijdeigen bevat enkel de gebeden die typisch zijn voor de behandelde dag. Voor terugkerende gebeden zoals de hymnen, psalmen en kantieken wordt niet het gebed opgenomen maar een verwijzing naar het gedeelte van het boek waar het betrokken gebed kan teruggevonden worden. In het brevier van Isabella werden de hymnen wel opgenomen in het tijdeigen en in het eigene der heiligen, het manuscript heeft geen apart hymnarium. Die verwijzingen, naar bijvoorbeeld de psalmen, worden in het rood geschreven en noemt men rubrieken.
Als men het brevier gaat lezen, vertrekkend van het tijdeigen zal men opmerken dat de dagelijkse gebeden voor de zondag en voor belangrijke feestdagen beginnen met de vespers, het voorlaatste getijde van de dag, van de zaterdag of de voorgaande dag. Dit was standaard, de viering van een feest begon met de vigilie, de avond daarvoor.
Uitzonderlijk aan het breviarium van Isabella, is dat het psalter het tijdeigen in twee verdeelt. Dit zou er kunnen op wijzen, dat de legger waarvan het brevier gekopieerd werd uit twee delen bestond, een winterbrevier en een zomerbrevier en dat pas tijdens de uitvoering beslist werd er één volume van te maken. Een winterbrevier en een zomerbrevier bevatten normaal allebei het volledige psalter tussen het tijdeigen en het heilige der heiligen. Het Isabellabrevier werd in twee campagnes gemaakt. De eerste campagne stopte bij het einde van het wintergedeelte van het eigene der heiligen. Het is dus niet onmogelijk dat later beslist werd het zomergedeelte eraan toe te voegen en het tijdeigen voor de zomer achter het vervolledigde eigene der heiligen te plaatsen.

### Het psalter
Het psalter zoals het in de Bijbel voorkomt bestaat uit 150 psalmen die in numerieke volgorde na elkaar in het boek te vinden zijn. De volgorde waarin de psalmen moeten gebeden worden is afhankelijk van het liturgisch gebruik. Men gaat in functie van de dag van de week een aantal psalmen bidden bij elke gebedsstonde in de volgorde zoals in de tabel hieronder getoond. Deze tabel geeft de volgorde weer van het dominicaans officie dat gevolgd wordt in het Isabellabrevier. In andere breviaria kan deze volgorde verschillend zijn. Van deze volgorde kan afgeweken worden in functie van de feestdag of de heilige die op een bepaalde dag gevierd wordt. De instructies hiervoor zijn dan, als rubriek, terug te vinden in het tijdeigen.
| Getijde   | Weekdag   | Psalmen                                |
| --------- | --------- | -------------------------------------- |
| Metten    |           |                                        |
|           | Zondag    | 1-3, 6-20                              |
|           | Maandag   | 26-37                                  |
|           | Dinsdag   | 38-41, 43-49, 51                       |
|           | Woensdag  | 52, 54-61, 63, 65, 67                  |
|           | Donderdag | 68-79                                  |
|           | Vrijdag   | 80-88, 93, 95-96                       |
|           | Zaterdag  | 97-108                                 |
| Lauden    |           |                                        |
|           | Zondag    | 92, 99, 62, 66, Benedicite, 148-150    |
|           | Maandag   | 50, 5, 62,66, Confitebor, 148-150      |
|           | Dinsdag   | 50, 42, 62,66, Ego dixi, 148-150       |
|           | Woensdag  | 50, 64, 62,66, Exultavit, 148-150      |
|           | Donderdag | 50, 89, 62,66, Cantemus, 148-150       |
|           | Vrijdag   | 50, 142, 62,66, Domine audivi, 148-150 |
|           | Zaterdag  | 50, 91, 62,66, Audite, 148-150         |
| Priem     | alle      | 53, 118:1-32                           |
| Terts     | alle      | 118:33-80                              |
| Sext      | alle      | 118:81-128                             |
| None      | alle      | 118:129-176                            |
| Vespers   |           |                                        |
|           | Zondag    | 109-113                                |
|           | Maandag   | 114-116, 119-120                       |
|           | Dinsdag   | 121-125                                |
|           | Woensdag  | 126-130                                |
|           | Donderdag | 131, 132, 134-136                      |
|           | Vrijdag   | 137-141                                |
|           | Zaterdag  | 143-147                                |
| Completen | alle      | 4, 30:1-5, 90, 133                     |

De psalmen in het psalter van het Isabellabrevier staan in numerieke volgorde van psalm 1 "Beatus vir" tot psalm 150 "Laudate dominum", het is dus in wezen een "psalterium non feriatum", maar hier en daar zijn psalmen een tweede maal in het psalter opgenomen om heen en weer bladeren te vermijden. Een voorbeeld hiervan is psalm 53 ("Deus in nomine tue") die we op f139v in de normale volgorde terug vinden maar die hernomen wordt op f176r, voorafgaand aan psalm 118, omdat in de gebeden van de priem psalm 53 aan psalm 118 voorafgaat. Dit is ook het geval voor psalm 94 die als allereerste psalm in het psalter staat op f111v en daarna op zijn plaats in de numerieke volgorde op f161v.
De nummering van de psalmen verschilt tussen de middeleeuwse vulgaat en sommige latere vertalingen, bijvoorbeeld de Statenvertaling. Hier wordt de vulgaatnummering gebruikt.

### Het eigene der heiligen
Het eigene der heiligen is functioneel gelijk aan het tijdeigen. In functie van de heilige die op een bepaalde dag gevierd wordt, kan men de gebeden die moeten gereciteerd worden vinden bij die heilige in het eigene der heiligen. Ook hier zijn rubrieken voorzien die uitleggen welke combinaties er moeten gemaakt worden.
Normalerwijze moet er overeenstemming bestaan tussen het proprium sanctorum en de kalender. Zoals in de meeste handschriften zijn er ook in het brevier van Isabella een paar kleine foutjes ingeslopen van heiligen die wel in het proprium sanctorum staan, maar niet in de kalender en omgekeerd. De belangrijkste hiervan is Edward de Belijder op 13 oktober, nochtans een dominicaanse heilige.

## De verluchting
De verluchting in een handschrift had als belangrijk doel, de lezer wegwijs te maken in de tekst door het structureren van de tekst. De verluchting kent dan ook een strikte hiërarchie. De grootste miniaturen duiden de belangrijke secties van het handschrift aan, de kleinere miniaturen duiden op onderdelen van die secties. De initialen worden dan gebruikt, in functie van hun hoogte, om die sectieonderdelen verder in te delen

### Miniaturen over twee kolommen
Zo vinden we in het handschrift een aantal miniaturen die de gehele tekstbreedte innemen en op enkele uitzonderingen in het eigene der heiligen na, 24 lijnen hoog zijn. Bij deze miniaturen vinden we ook een volledige margeversiering (4 zijdig) en begint de eigenlijk tekst met een grote versierde initiaal van 8 lijnen hoog.
Lijst van de bladbrede miniaturen
| Folium                     | Afbeelding                                                                     | Omschrijving                                             |
| -------------------------- | ------------------------------------------------------------------------------ | -------------------------------------------------------- |
| Tijdeigen (wintergedeelte) |                                                                                |                                                          |
| f8v                        | De twaalf Sibyllen (volbladminiatuur)                                          | Begin van het tijdeigen (wintergedeelte)                 |
| f9r                        | David op zijn sterfbed                                                         | Eerste zondag van de advent                              |
| f29r                       | De aanbidding door de herders                                                  | Kertmis                                                  |
| f37r                       | De besnijdenis (Lucas 2:21)                                                    | 1 januari                                                |
| f41r                       | De aanbidding der wijzen (Matteus 2:1-12)                                      | Epifanie                                                 |
| f63r                       | God schept de dieren                                                           | Septuagesima, de eerste zondag van de paaskring          |
| f71r                       | De bekoring van Christus (Matteus 4:1-11)                                      | Eerste zondag van de vasten                              |
| f77r                       | Christus en de vrouw van Kanaän (Matteus 15:21-28)                             | De tweede zondag van de vasten                           |
| f81v                       | De uitdrijving van een stomme duivel (Lucas 11:14-28)                          | De derde zondag van de vasten                            |
| f86r                       | Christus en de overspelige vrouw (Johannes 8:1-11)                             | De vierde zondag van de vasten                           |
| f90r                       | De joden dreigen Christus te stenigen (Johannes 8:46-59)                       | De vijfde zondag van de vasten                           |
| f96r                       | De intrede van Christus in Jeruzalem (Matteus 21:1-9)                          | Palmzondag                                               |
| f100r                      | De voetenwassing en het laatste avondmaal (Johannes 30:25-6)                   | Witte donderdag                                          |
| f106v                      | De kruisiging van Christus                                                     | Goede vrijdag                                            |
| Psalter                    |                                                                                |                                                          |
| f111v                      | Nebukadnezar verbrandt de Joodse boeken                                        | Begin van het psalter, Psalm 94 Venite exultemus         |
| f112r                      | Wederopbouw van Jeruzalem                                                      | Begin van het psalter, Psalm 1 Beatus vir                |
| f124r                      | David wordt als koning gezalfd                                                 | Psalm 26 Dominus illuminatio mea                         |
| f132r                      | David wordt vervloekt en gestenigd door Shimei                                 | Psalm 38 Dixi custodiam                                  |
| f139r                      | Antiochus plundert de tempel van Jeruzalem                                     | Psalm 52 Dixit insipiens                                 |
| f146v                      | David en de tempelzangers                                                      | Psalm 68 Saluum me fac Deus                              |
| f155v                      | David met muzikanten voor het tabernakel                                       | Psalm 80 Exultate Deo                                    |
| f164r                      | David met muzikanten                                                           | Psalm 97 Cantate domino canticum novum                   |
| f173r                      | Abraham redt Lot van zijn vijanden                                             | Psalm 109 Dixit Dominus Domino                           |
| f184v                      | David en zijn muzikanten bestijgen de trappen van de tempel                    | Psalm 119 Ad Dominum cum tribularer                      |
| Tijdeigen (zomergedeelte)  |                                                                                |                                                          |
| f211r                      | De verrezen Christus                                                           | Begin van het tijdeigen (zomergedeelte), stille zaterdag |
| f228r                      | De hemelvaart van Christus                                                     | Ons heer hemelvaart                                      |
| f234v                      | De neerdaling van de Heilige Geest                                             | Pinksterzondag                                           |
| f241r                      | Genadestoel en St. Augustinus met een kind op het strand                       | Feest van de heilige Drievuldigheid                      |
| f252r                      | Parabel van Lazarus en de rijke (Lucas 16:19-31)                               | Eerste zondag na Drievuldigheidsdag                      |
| f260r                      | Salomon die zijn zoon Rehoboam raad geeft (Spreuken 1:1-10)                    | Eerste zondag van augustus                               |
| f262r                      | De beproevingen van Job (Job 1:18-19)                                          | Eerste zondag van september                              |
| Eigene de heiligen         |                                                                                |                                                          |
| f293r                      | Marteldood van de heilige Andreas                                              | Begin van het eigene der heiligen                        |
| f297r                      | De heilige Barbara                                                             |                                                          |
| f309r                      | Johannes op Patmos                                                             |                                                          |
| f337r                      | De presentatie in de tempel of zuivering van Maria                             |                                                          |
| f348r                      | Thomas van Aquino en het sprekende kruisbeeld                                  |                                                          |
| f354r                      | De annunciatie (boodschap van de engel Gabriel aan Maria)                      |                                                          |
| f365r                      | Petrus de martelaar                                                            |                                                          |
| f368r                      | De heilige Catherina van Siena                                                 |                                                          |
| f386v                      | De geboorte van Johannes de doper                                              |                                                          |
| f392r                      | De marteldood van Petrus en Paulus                                             |                                                          |
| f399r                      | De visitatie (het bezoek van Maria aan haar nicht Elizabeth)                   |                                                          |
| f436v                      | Volbladminiatuur met de wapens van Ferdinand en Isabella                       |                                                          |
| f437r                      | Kroning van Maria (18 lijnen) en wapens van Francisco de Rojas                 |                                                          |
| f455r                      | Keizer Heraclius draagt het kruis van Christus Jeruzalem binnen (21 lijnen)    |                                                          |
| f477v                      | Afbeelding van alle heiligen in de hemel (feest van Allerheiligen) (19 lijnen) |                                                          |
| f481r                      | Opstanding van Lazarus (feest van Allerzielen) (19 lijnen)                     |                                                          |

Als men deze lijst bekijkt is het voor het temporale of tijdeigen, zowel het zomergedeelte als het wintergedeelte, vrij duidelijk dat de belangrijke feestdagen en de feestdagen die een periode inluiden, worden aangekondigd met een grote miniatuur. In dit brevier worden de zondagen in de vastentijd ook met een grote miniatuur verlucht, wat eigenlijk atypisch is.
Voor de psalmen is dit op het eerste gezicht minder duidelijk, tot men de lijst van de grote miniaturen vergelijkt met de lijst van de psalmen die tijdens de metten, het eerste getijde van de dag, worden gebeden. Dan wordt duidelijk dat de psalmen die van een grote miniatuur zijn voorzien, de beginpsalmen zijn voor de metten op zondag, maandag, dinsdag en zo verder (de psalmen 1, 26, 38, 52, 68, 80 en 97). Ook de eerste psalm van de vespers op zondag (109) en de eerste van de bedevaartspsalmen (119) zijn versierd met een grote miniatuur.
Ook bij het eigene der heilige is een hiërarchie in de verluchting te zien. Sommige heiligen krijgen een miniatuur over twee kolommen (zie de tabel hierboven), andere heiligen moeten het stellen met een miniatuur over één kolom en sommigen worden aangekondigd met een gehistorieerde initiaal. Het gebruik van gehistorieerde intialen is beperkt tot de eerste folia van het proprium sanctorum. Waarschijnlijk is men bij de aanvankelijke planning uitgegaan van een verluchting met gehistorieerde initialen en later daarop teruggekomen en de intialen vervangen door kleine kolombrede miniaturen.

### Miniaturen van één kolom breed

#### Tijdeigen
Binnen de belangrijke secties wordt de tekst verder onderverdeeld door miniaturen van 1 kolom breed. Zo worden bijvoorbeeld de tweede, derde en vierde zondag van de advent aangekondigd met een miniatuur van 14 of 13 lijnen hoog en een volledige, vierzijdige randversiering.
Voor de kersttijd zijn de belangrijke feesten, Kerstmis, ons Heer besnijdenis en de aanbidding der wijzen met een grote miniatuur aangegeven. De zondagen na het octaaf van Driekoningen en voor het begin van de paascyclus worden aangeduid door een initiaal van 8 lijnen hoog en driezijdige margeversiering, maar de zondagen voor het begin van de vasten en Aswoensdag krijgen dan weer een kleine miniatuur toegewezen.
Elders worden de kleine miniaturen gebruikt als illustratie van de tekst. Dat is bijvoorbeeld het geval bij het passieverhaal op de folia 101r tot en met 104r.
De zondagen van september tot de advent worden dan weer gemerkt met een kleine miniatuur.
| Folium         | Afbeelding                                                                       | Omschrijving                                                |
| -------------- | -------------------------------------------------------------------------------- | ----------------------------------------------------------- |
| Wintergedeelte |                                                                                  |                                                             |
| f14v           | Dag des oordeels (Lucas 21:23-55)                                                | Tweede zondag van de advent                                 |
| f18r           | Johannes de Doper zendt twee van zijn leerlingen naar Christus(Mattheus 11:2-10) | Derde zondag van de advent                                  |
| f23r           | Johannes legt zijn boodschap uit aan de farizeeën (Johannes I:19-28)             | Vierde zondag van de advent                                 |
| f65v           | De ark van Noach (Genesis 6)                                                     | Sexagesima, tweede zondag voor aswoensdag                   |
| f67v           | Abraham trekt naar het beloofde land (Genesis 12)                                | Quinquagesima, zondag voor aswoensdag                       |
| f69v           | Priester geeft askruisjes aan de gelovigen                                       | Aswoensdag                                                  |
| f100v          | Christus wakend in de olijfhof (Matheus 26:40)                                   | Illustratie van het lijdensverhaal                          |
| f100v          | Spreekt tot de soldaten (Johannes 18:5-6)                                        | Illustratie van het lijdensverhaal                          |
| f101r          | De judaskus (Matheus 26:51)                                                      | Illustratie van het lijdensverhaal                          |
| f101r          | Christus voor Annas de hogepriester(Johannes 18:13-23)                           | Illustratie van het lijdensverhaal                          |
| f101v          | Christus voor Kajafas (Matheus 26:57-66)                                         | Illustratie van het lijdensverhaal                          |
| f101v          | De bespotting van Christus (Matheus 26:67-68)                                    | Illustratie van het lijdensverhaal                          |
| f102r          | Christus voor Pilatus (Lucas 23:1-6)                                             | Illustratie van het lijdensverhaal                          |
| f102r          | Christus wordt naar Herodes gebracht (Lucas 23:7)                                | Illustratie van het lijdensverhaal                          |
| f102v          | Christus voor Herodes                                                            | Illustratie van het lijdensverhaal                          |
| f102v          | Christus wordt teruggebracht naar Pilatus                                        | Illustratie van het lijdensverhaal                          |
| f103r          | Christus voor de tweede maal voor Pilatus (Lucas 23:13-24)                       | Illustratie van het lijdensverhaal                          |
| f103r          | Christus wordt gegeseld (Marcus 15:15)                                           | Illustratie van het lijdensverhaal                          |
| f103v          | De doornenkroon (Matheus 27:27-31)                                               | Illustratie van het lijdensverhaal                          |
| f103v          | Ecce Homo (Johannes 19:5)                                                        | Illustratie van het lijdensverhaal                          |
| f104r          | De kruisdraging (Johannes 19:23-24)                                              | Illustratie van het lijdensverhaal                          |
| f104r          | Christus wachtend op zijn kruisiging en de verdeling van zijn opperkleed         | Illustratie van het lijdensverhaal                          |
| f108v          | Soldaten slapend rond het graf van Christus                                      | Stille Zaterdag                                             |
| Rubrieken      |                                                                                  |                                                             |
| f203r          | Een dominicaan voorlezend voor zijn ordebroeders                                 | Rubrieken over het gebruik van het brevier                  |
| Zomergedeelte  |                                                                                  |                                                             |
| f220v          | Johannes op Patmos                                                               | Bij de lezing uit de Apocalyps in de metten van de paasweek |
| f263v          | Tobias die brood uitdeelt (Tobias :19-20)                                        | Eerste zondag van september                                 |
| f266r          | Alexander de Grote verslaat Darius (I Maccabeeën 1:1-2)                          | Eerste zondag van oktober                                   |
| f270r          | Profeten in een kerkgebouw biddend tot God                                       | Eerste zondag van november                                  |
| Kerkwijding    |                                                                                  |                                                             |
| f298r          | Kerkwijdingceremonie                                                             | Officie van een kerkwijding                                 |

#### Psalter
Ook in het psalter worden talrijke psalmen geïllustreerd met een kleine miniatuur die gebaseerd is op de tekst van de psalm of op de psalmcommentaren van Nicolas de Lyre, zoals dat trouwens ook het geval is voor de bladbrede miniaturen. In het psalter worden de kleine miniaturen gebruikt voor het merken van de beginpsalmen voor de vespers van de weekdagen en voor de beginpsalmen van de kleine getijden (priem, terts, sext en none). De beginpsalmen van Lauden en completen zijn niet aangeduid met een miniatuur.
| Folium | Afbeelding                                                                          | Omschrijving                               |
| ------ | ----------------------------------------------------------------------------------- | ------------------------------------------ |
| f174r  | Doortocht van de rode zee (Exodus 14:23-37)                                         | Psalm 113 In exitu israel de egypto        |
| f174v  | David neemt de beker en de speer uit de tent van Saul (I Samuël 26:12-13)           | Psalm 114 Dilexi quoniam exaudiet          |
| f176r  | Een man uit Ziph verraadt de verblijfplaats van David aan Saul (1 Samuël 22:14-20)  | Psalm 53                                   |
| f177v  | Verdrijving van Adam en Eva uit het paradijs (Genesis 4:23-24) en een pinksterscène | Psalm 118:33-80 Legem pone michi domine    |
| f180r  | Jacobsladder (Genesis 28:12-14)                                                     | Psalm 118:81-128 Defecit in salutare tuam  |
| f182r  | Een biddende vrouw in een rozentuin                                                 | Psalm 118:129-176 Mirabilia testimonia tua |
| f185r  | Salomon overziet de bouw van de tempel                                              | Psalm 121 Letatus sum                      |
| f186r  | Christus en heiligen in de hemel boven een kerk                                     | Psalm 126 Nisi dominus aedificaverit       |
| f187r  | De ark wordt in de tempel geplaatst (II Koningen 6:15)                              | Psalm 131 Memento domine                   |
| f189r  | Goliath daagt de Israëlieten uit tot een tweegevecht (1 Samuël 17:4-10)             | Psalm 137 Cofitebor tibi                   |
| f191v  | Gevecht tussen David en Goliath (I Samuël 17:40-51)                                 | Psalm 143 Benedictus dominus               |

#### Kantieken
Ook de tekst van de kantieken, gebeden of hymnen uit de Bijbel, zowel uit het Oude Testament als uit het Nieuwe Testament, wordt met enkele kleine miniaturen geïllustreerd.
| Folium    | Afbeelding                                               | Omschrijving                                           |
| --------- | -------------------------------------------------------- | ------------------------------------------------------ |
| Kantieken |                                                          |                                                        |
| f194r     | Doopsel van de heilige Augustinus                        | Te Deum                                                |
| f194v     | De drie jongelingen in de vurige oven (Daniel 3:52-90)   | Benedicite, omnia opera (lied van de drie jongelingen) |
| f195v     | Visitatie (Lucas 1:46-55)                                | Magnificat (Lofzang van Maria)                         |
| f196r     | Presentatie van Jezus in de tempel (Lucas 2:29-32)       | Nunc dimittis (Lofzang van Simeon)                     |
| f196v     | De paus kijkt toe bij het verbranden van ketterse boeken | Quicumque vult (Geloofsbelijdenis van Athanasius)      |
| Litanie   |                                                          |                                                        |
| f198r     | Leiders van kerk en staat bidden tot Christus            | Litanie                                                |

### Eigene der heiligen
Het grootste aantal miniaturen is te vinden in het proprium sanctorum of eigene der heiligen, voor 81 van de 178 feestdagen is een miniatuur voorzien. Het proprium sanctorum bevat dus bijna de helft van de 170 miniaturen waarmee het handschrift verlucht werd. De keuze van de verluchting is afhankelijk van het ‘gebruik’ van het brevier. In een brevier voor dominicaans gebruik zal men andere selecties maken dan in een brevier voor cisterciënzer gebruik. De keuze van de verluchting is natuurlijk ook afhankelijk van de voorkeur van de opdrachtgever of van de persoon voor wie het boek bestemd was en daarnaast vindt men de belangrijke heiligen van de kerk die in elk brevier of getijdenboek terugkeren zoals de evangelisten, een aantal apostelen, de heilige Anna, Barbara, Catharina van Alexandrië, Franciscus van Assisi, Sint-Joris, Stefanus, Sebastianus en zo voort.
Gezien dit getijdenboek opgesteld werd voor dominicaans gebruik nemen de preferente dominicaanse heiligen Dominicus, Thomas van Aquino, Petrus van Verona, Vincent Ferrer, Catharina van Siena en Procopius een belangrijke plaats in.
In het eigene der heiligen kan men het gebruik van kleine miniaturen zowel zien als bladwijzer of als illustratie van de (kenmerken) van de heilige die aangeroepen wordt met eventueel een voorstelling van zijn marteldood of een bijzondere gebeurtenis in zijn leven. In de onderstaande lijst kan men een volledige lijst van de miniaturen, met een korte omschrijving terugvinden. Ook de bladbrede miniaturen zijn in de lijst opgenomen.
De data van de feestdagen in deze lijst kunnen verschillen van de data die terug te vinden zijn in de moderne heiligenkalender. Hiervoor zijn er twee oorzaken. De eerste is dat de dominicaanse kalender soms afwijkt van de Romeinse kalender. De tweede oorzaak ligt in het feit dat sommige feestdagen van heiligen sedert de middeleeuwen gewijzigd zijn.
| Folium | Datum  | H  | Typ | Omschrijving |
| ------ | ------ | -- | --- | --- |
| f293r  | 30/11  | 24 | BB  | Andreas, apostel; zijn dood op het andreaskruis. Op de achtergrond wordt een verhaal uit de Legenda Aurea van Jacobus de Voragine omtrent Andreas afgebeeld. |
| f297r  | 4/12   | 24 | BB  | Barbara gezeten in een ommuurde tuin naast haar symbool, de toren, met in het landschap op de achtergrond de afbeelding van haar levensverhaal en marteldood |
| f297v  | 6/12   | 9  | I   | Nicolaas, de initiaal is leeg gebleven |
| f301r  | 8/12   | 12 | KB  | De kroning van Maria door de heilige Drievuldigheid |
| f303r  | 13/12  | 7  | I   | Lucia met een boek en een kolom |
| f304v  | 21/12  | 9  | I   | Thomas, apostel\|, afgebeeld met speer en boek. |
| f306r  | 26/12  | 9  | I   | Stefanus, de eerste martelaar, afgebeeld met boek en stenen. |
| f309r  | 27/12  | 24 | BB  | Johannes van Patmos op Patmos. Hij is afgebeeld met zijn symbool, de Adelaar, schrijvend op een boekrol. In het landschap op de achtergrond ziet men drie van de vier ruiters van de Apocalyps. |
| f312r  | 28/12  | 12 | KB  | Onnozele kinderen, voorstelling van de moord op de onnozele kinderen. |
| f314v  | 29/12  | 12 | KB  | Thomas van Canterbury; Thomas staat aan het altaar met zijn kapelaan, terwijl achter hem de moordenaars toesluipen. |
| f320v  | 17/1   | 9  | I   | Antonius, abt en kluizenaar, in een zwart habijt met een staf en een boekentas. |
| f322v  | 20/1   | 9  | I   | Fabianus en Sebastiaan. Fabianus gekleed als bisschop en met een staf, Sebastiaan vast gevonden aan een zuil en met pijlen doorboord. Behalve hun gemeenschappelijke feestdag is er tussen deze heiligen geen verband. |
| f324r  | 21/1   | 10 | I   | Agnes, staande in een landschap met een lam, haar symbool, gebaseerd op haar naam (agnus=lam). De palmtak die ze vasthoudt is het symbool van haar martelaarschap. |
| f326r  | 22/1   | 12 | I   | Vincentius van Zaragoza met palmtak en boek in zijn hand. |
| f328v  | 25/1   | 13 | KB  | De bekering van Paulus. Paulus valt met zijn paard en in de lucht zien we zijn visioen van Christus. |
| f331v  | 28/1   | 15 | KB  | De translatie van Thomas van Aquino. Thomas staat in een tuin met een kelk in de hand en zijn staf en mijter liggen op de grond. Hij wordt gekroond door een engel. Staf en mijter zijn foutieve attributen want hij was geen bisschop. |
| f337v  | 2/2    | 24 | BB  | Reiniging van de maagd Maria, ook presentatie van Jezus in de tempel of lichtmis genoemd. |
| f345v  | 22/2   | 14 | KB  | De stoel van de heilige Petrus. Christus spreekt tot een geknielde Petrus met een Tiara, met in de achtergrond de stoel van Petrus. |
| f347r  | 24/2   | 14 | KB  | Mattheus, apostel. Mattheus wordt afgebeeld in een landschap met een boek en een winkelhaak. Meestal wordt hij afgebeeld met een bijl of een hellebaard, het tuih waarmee hij werd gedood, maar hier heeft men de voorkeur gegeven aan de winkelhaak, zijn symbool als patroon van de schrijnwerkers. |
| f348r  | 8/3    | 24 | BB  | Thomas van Aquino en het mirakel van het sprekende kruisbeeld. |
| f354r  | 25/3   | 24 | BB  | Annunciatie. De miniatuur toont de klassieke iconografie voor de aanunciatie maar op de voorgrond zien we Jesse of Isaï, de vader van David en stamvader van het geslacht van Jezus met de stamboom die uit hem ontspruit. De combinatie van deze boom van Jesse met de annunciatie is hoogst uitzonderlijk. |
| f358r  | 5/4    | 14 | KB  | Vincent Ferrer, een dominicaan, met Christus als rechter in de hemel. |
| f363r  | 23/4   | 12 | KB  | Sint-Joris vechtend met de draak en de prinses wier leven hij redt op de achtergrond. |
| f364r  | 25/4   | 10 | KB  | Marcus de evangelist, met zijn symbool, de leeuw, schrijvend in een kamer. |
| f365r  | 29/4   | 24 | BB  | Petrus van Verona (of Petrus de martelaar), een dominicaan. De miniatuur toont zijn marteldood, waarbij hij met zijn bloed al stervende, “credo”(ik geloof) op de grond schrijft. |
| f367r  | 1/5    | 12 | KB  | Philippus en Jakobus de Mindere, apostelen. Ze zijn afgebeeld in een landschap. Philippus houdt een kruisstaf in zijn hand, Jacobus een voldersstok, het werktuig van zijn marteldood. |
| f368r  | 2/5    | 24 | BB  | Catharina van Siena, lid van de derde orde van Dominicus. Ze wordt afgebeeld met een kruis en bloemen in haar rechterhand, een hart in haar linkerhand en gekroond met een doornenkroon. |
| f372r  | 3/5    | 12 | KB  | De kruisvinding door Helena van Constantinopel. |
| f374r  | 4/5    | 13 | KB  | Feest van de doornenkroon. Op de afbeelding zien we de kroning van Christus met een doornenkroon. |
| f385v  | 22/6   | 12 | KB  | Achatius en de 10.000 Armeense martelaren. Op de miniatuur zien we een aantal lichamen op doornen gespietst aan de voet van een heuvel. |
| f386v  | 24/6   | 24 | BB  | De geboorte van Johannes de Doper. De miniatuur toont ons de kraamkamer, met het kindje dat gaat gewassen worden. |
| f390r  | 26/6   | 12 | KB  | Johannes en Paulus, martelaren. Johannes en Paulus werden ca. 360 in Rome onthoofd. Op de miniatuur gebruikt de miniaturist een beeld van Johannes de Doper met een lam en de apostel Paulus met een zwaard om deze heiligen voor te stellen, blijkbaar was geen iconografie voor hen beschikbaar. |
| f392r  | 29/6   | 24 | BB  | Petrus en Paulus, apostelen. Op de miniatuur worden beide apostelen onthoofd. Volgens de traditie werd Petrus gekruisigd. |
| f399r  | 2/7    | 24 | BB  | Visitatie. De latere datum van deze miniatuur wordt geïllustreerd door het gebouw in klassieke stijl op de achtergrond. |
| f404v  | 10/7   | 14 | KB  | De zeven broeders, de zeven zonen van Felicitas van Rome. |
| f405r  | 11/7   | 13 | KB  | Procopius. Hij wordt afgebeeld als abt met een boek en zij kromstaf. De mijter staat naast hem op het altaar. Procopius stichtte de abdij van Sázava in Bohemen en is een van de heiligen die door de dominicanen aan het proprium sanctorum werden toegevoegd om een meer “internationale” lijst te bewerkstelligen. Ook Lodewijk IX, Wenceslas van Bohemen en Edward de belijder werden waarschijnlijk om die reden toegevoegd. |
| f405v  | 17/7   | 12 | KB  | Alexius, voorgesteld met een scepter, een boek en een ladder. |
| f406v  | 20/7   | 9  | KB  | Margaretha van Antiochië. Zij wordt afgebeeld in een gevangenis, stappend uit een draak met een klein kruisbeeld in de hand. |
| f407v  | 21/7   | 14 | KB  | Praxedis met palmtak en boek. Romeinse martelares uit de 2e eeuw. |
| f408r  | 22/7   | 12 | KB  | Maria Magdalena. Hier voorgesteld met de Calvarieberg op de achtergrond en de zalfpot in haar handen. |
| f411r  | 23/7   | 13 | KB  | Apollinaris als bisschop lezend in een boek, met staf en mijter en een zwaard in zijn hand. |
| f412v  | 25/7   | 15 | KB  | Jacobus de meerdere, lezend met een pelgrimsstaf in zijn hand en een St. Jacobsschelp op zijn hoed. |
| f414r  | 26/7   | 14 | KB  | Anna ten drieën |
| f47r   | 27/7   | 15 | KB  | Marta (de zus van Maria Magdalena en Lazarus, lezend in een boek, met sleutels en een pollepel in haar hand. |
| f418r  | 29/7   | 15 | KB  | Felix, Simplicius, Faustinus en Beatrix. |
| f419v  | 1/8    | 14 | KB  | De bevrijding van Petrus uit de gevangenis (Handelingen 12). |
| f421v  | 3/8    | 14 | KB  | Inventio van Stefanus. Hij wordt voorgesteld als diaken, gekleed met een dalmatiek met stenen in de ene hand en een boek in de andere. |
| f423v  | 5/8    | 14 | KB  | Dominicus, de stichter van de orde van de dominicanen. Voorgesteld in een landschap. |
| f427r  | 6/8    | 14 | KB  | De transfiguratie op de berg Tabor (Matheus 17:4-5) |
| f431r  | 10/8   | 14 | KB  | Laurentius met rooster en boek. |
| f437r  | 15/8   | 18 | BB  | Onze Lieve Vrouw Hemelvaart, kroning van Maria door de heilige Drievuldigheid, met musicerende engelen op de achtergrond. |
| f441r  | 20/8   | 15 | KB  | Bernardus met boek en staf in cisterciënzerhabijt met een bruine hond en een duivel naast hem. |
| f442v  | 24/8   | 16 | KB  | Bartolomeüs in een landschap, met een mes, hij werd levend gevild en een boekentas. |
| f444r  | 25/8   | 14 | KB  | De heilige Lodewijk, koning van Frankrijk. |
| f445v  | 28/8   | 13 | KB  | Augustinus zetelend als bisschop met een hart en een staf. |
| f449r  | 29/8   | 16 | KB  | Onthoofding van Johannes de Doper in een landschap. Johannes wijst naar het Lam Gods dat gezeten op een boek een kruis vasthoudt. De miniatuur past duidelijk niet bij de herdenking van de onthoofding van Johannes. |
| f451v  | 8/9    | 19 | KB  | De geboorte van Maria, met de afbeelding van de kraamkamer. |
| f455r  | 9&11/9 | 17 | BB  | Gorgonius, Protus en Iacintus. De bladbrede miniatuur is in twee helften gesplitst met een zuil. In de linkerhelft is Gorgonius afgebeeld met een zwaard in de hand en voor een muur staand. Achter de muur staan Protus en Iacintus met een boek. |
| f455r  | 14/9   | 17 | BB  | Kruisverheffing. De bladbrede miniatuur is in twee helften gesplitst met een zuil. In de rechterhelft wordt keizer Heraclius afgebeeld die het ware kruis door de stadspoort Jeruzalem binnendraagt. |
| f458r  | 16/9   | 15 | KB  | Eufemia met een zwaard en een molensteen. Eufemia was de dochter van een Romeins senator en stierf de marteldood onder de vervolgingen van Diocletianus. |
| f459r  | 21/9   | 16 | KB  | Mattheus de evangelist met zijn symbool, de engel, in een interieur schrijvend aan zijn evangelie. |
| f461r  | 22/9   | 13 | KB  | Mauritius en zijn gezellen. Mauritius wordt afgebeeld in wapenrusting met een zwaard en lezend in een boek. Vier wapenmakkers staan rondom hem. |
| f462r  | 27/9   | 12 | KB  | Cosmas en Damianus waren volgens de christelijke overlevering tweelingbroers en geneesheren. Ze worden dan ook afgebeeld, de ene met een urinefles in de hand, de andere met een mortier met stamper. |
| f463v  | 28/9   | 15 | KB  | Wenceslas, hertog van Bohemen, in een landschap met zwaard en boek. |
| f464r  | 29/9   | 15 | KB  | De aartsengel Michaël in een harnas met een zwaard een draak en een duivel vertrappend. |
| f476v  | 30/9   | 12 | KB  | Hiëronymus gekleed als kardinaal zittend in een landschap met een leeuw. |
| f468v  | 1/10   | 16 | KB  | Remigius afgebeeld als Bavo. Een ridder met zwaard en schild en opzij van hem een knielende jongen en 2 duivels. De voorstelling is van de heilige Bavo die in Gent op 1 oktober gevierd werd. De tekst bij de miniatuur bevat de gebeden voor Remigius. De verluchter heeft zich hier waarschijnlijk vergist. |
| f469v  | 4/10   | 15 | KB  | Franciscus die de stigmata ontvangt. |
| f470v  | 7/10   | 14 | KB  | Paus Marcus met tiara en kruisstaf, lezend in een boek. |
| f471r  | 9/10   | 15 | KB  | Sint-Denijs en zijn gezellen Eleuterus en Rusticus. Hij staat in een landschap met op de achtergrond een kapel en zijn hoofd is half afgeslagen. In de iconografie van Sint-Denijs wordt hij dikwijls afgebeeld met zijn afgeslagen hoofd dat hij zelf draagt. |
| f472v  | 13/10  | 13 | KB  | Translatie van Edward de Belijder met scepter en een open boek voor een eredoek. |
| f473r  | 18/10  | 13 | KB  | Lucas de evangelist in zijn studeervertrek waar hij begint met een schilderij van Onze Lieve Vrouw. Ook zijn symbool, de stier of de os, wordt afgebeeld. |
| f474v  | 21/10  | 16 | KB  | Ursula en de elfduizend maagden. Ze worden afgebeeld in een landschap met Ursula vooraan geflankeerd door twee van haar gezellinnen en een ganse stoet die achter haar aan komt. Usrsula houdt pijlen in de handen. |
| f467r  | 28/10  | 16 | KB  | Simon en Judas, apostelen. Simon, patroon van de houtbewerkers, houdt een zaag vast Judas leest in een boek. |
| f477v  | 1/11   | 19 | BB  | Allerheiligen. De afbeelding toont de Heilige Drievuldigheid, vader en zoon op een troon en de Heilige Geest, in de vorm van een duif, die erboven zweeft. Onderaan de troon zit Maria, geflankeerd door 2 vrouwelijke heiligen en omringd door een grote schare van heiligen, zowel geestelijken als leken. |
| f481r  | 2/11   | 19 | BB  | Allerzielen. De miniatuur toont de opwekking van Lazarus, wat een tamelijk ongebruikelijke iconografie is voor deze feestdag. |
| f484v  | 8/11   | 14 | KB  | Vier Gekroonde Martelaren. Het gaat hier over Claudius, Nicostratus, Simpronianus en Castoris, vier metselaars die de marteldood stierven in Rome in de vroege 4e eeuw. In hun handen ziet men hun werktuigen zoals een truweel, hamer en beitel, een winkelkaak en een brede houten plank. Een van hen houdt een boek vast. |
| f485r  | 9/11   | 16 | KB  | Theodoor Tiro, ook Theodoor van Amasea of Theodoor Stratelates genoemd. Hij wordt afgebeeld als een rijkelijk geklede leek. De iconografie klopt niet, hij zou als militair moeten afgebeeld worden. |
| f485v  | 11/11  | 15 | KB  | Sint-Maarten die zijn mantel deelt met een halfnaakte kreupele bij een stadspoort. |
| f488v  | 19/11  | 16 | KB  | Elizabeth van Hongarije. Ze wordt afgebeeld, gekroond, staand voor een eredoek en in haar handen draagt ze twee kronen, symbolen van haar wereldrijke rang als prinses van Hongarije en haar hemelse status als heilige. |
| f491v  | 22/11  | 17 | KB  | Cecilia, afgebeeld in een nis, ze leest in een boek en op haar linkerhand draagt ze een orgeltje. |
| f494r  | 23/11  | 17 | KB  | Paus Clemens I. De miniatuur toont hem in een landschap met in de achtergrond de zee. Hij draagt de tiara en heeft een kruisstaf. Achter hem ligt een anker, hij zou namelijk in zee zijn geworpen met een anker rond zijn nek. |
| f495v  | 25/11  | 17 | KB  | Catharina van Alexandrië. Ze wordt afgebeeld staande in een landschap met een zwaard in de rechterhand en een boek in de linker. Op de achtergrond zien we het klassiek attribuut van het gebroken rad. Ze vertrapt haar gekroonde vervolger. |
| f499r  | ---    | 12 | KB  | De twaalf apostelen. Deze miniatuur wordt gebruikt om het gemeenschappelijke de heiligen aan te kondigen. |

### Kalenderminiaturen
De kalenderminiaturen vallen buiten het beschreven hiërarchische systeem. Ze hebben niet de bedoeling de tekst te structureren of te verduidelijken maar zijn louter voor de versiering bedoeld. In het breviarium van Isabella zijn de kalenderminiaturen de enige echte volbladminiaturen. Ze zijn alleszins opgezet als een volbladminiatuur, met een landschap waarop de werken van de maand worden afgebeeld. Over een deel van dat landschap wordt dan als het ware, het kalenderblad geplakt. Het dierenriemteken van de maand is steeds in de linker- of rechterbovenhoek geplaatst, aan de buitenkant van de bladzijde.
De techniek om de kalenderminiaturen op te zetten als een volbladminiatuur, begint in Frankrijk in het derde kwart van de 15e eeuw. De Gebroeders Van Limburg hadden in de Très Riches Heures du duc de Berry hiervoor de toon gezet met echte volbladminiaturen voor de kalender, maar dit zou pas veel later navolging vinden, onder meer in het breviarium Grimani. Het Isabellabrevier was een van de eerste handschriften waar de techniek van "overschreven" volbladminiaturen voor de kalender in Vlaanderen werd toegepast.

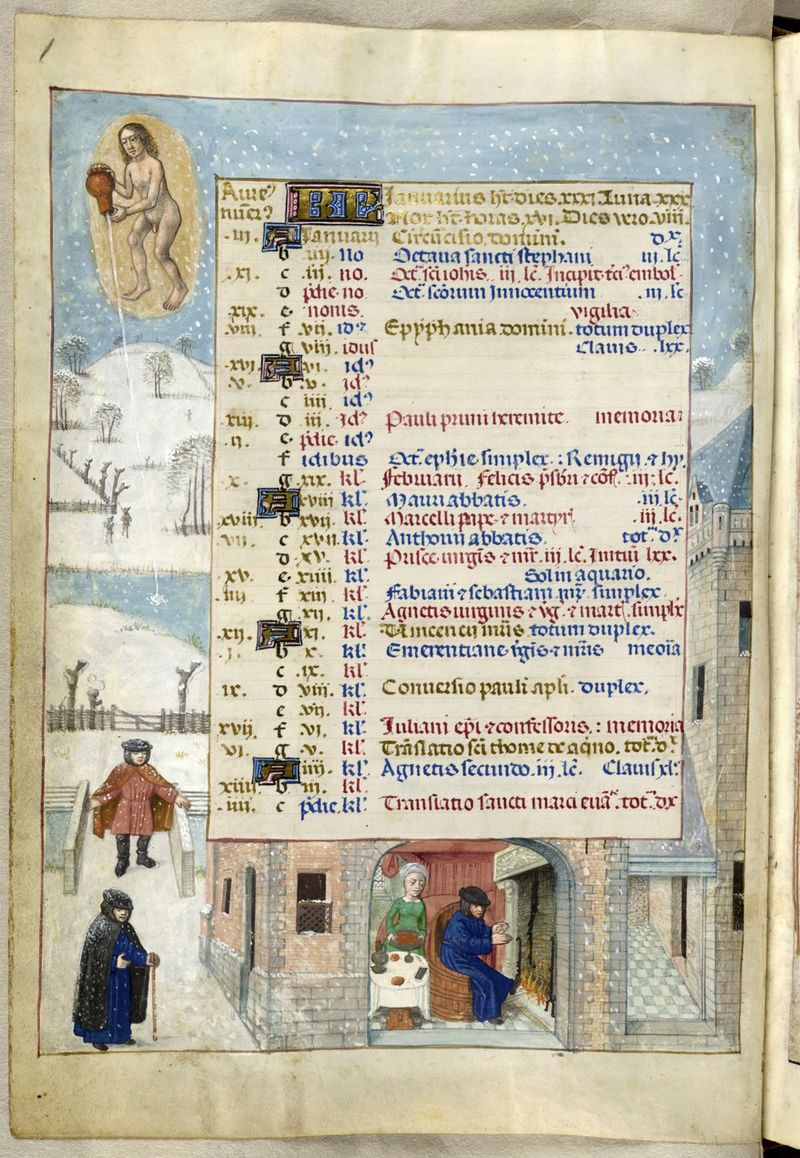
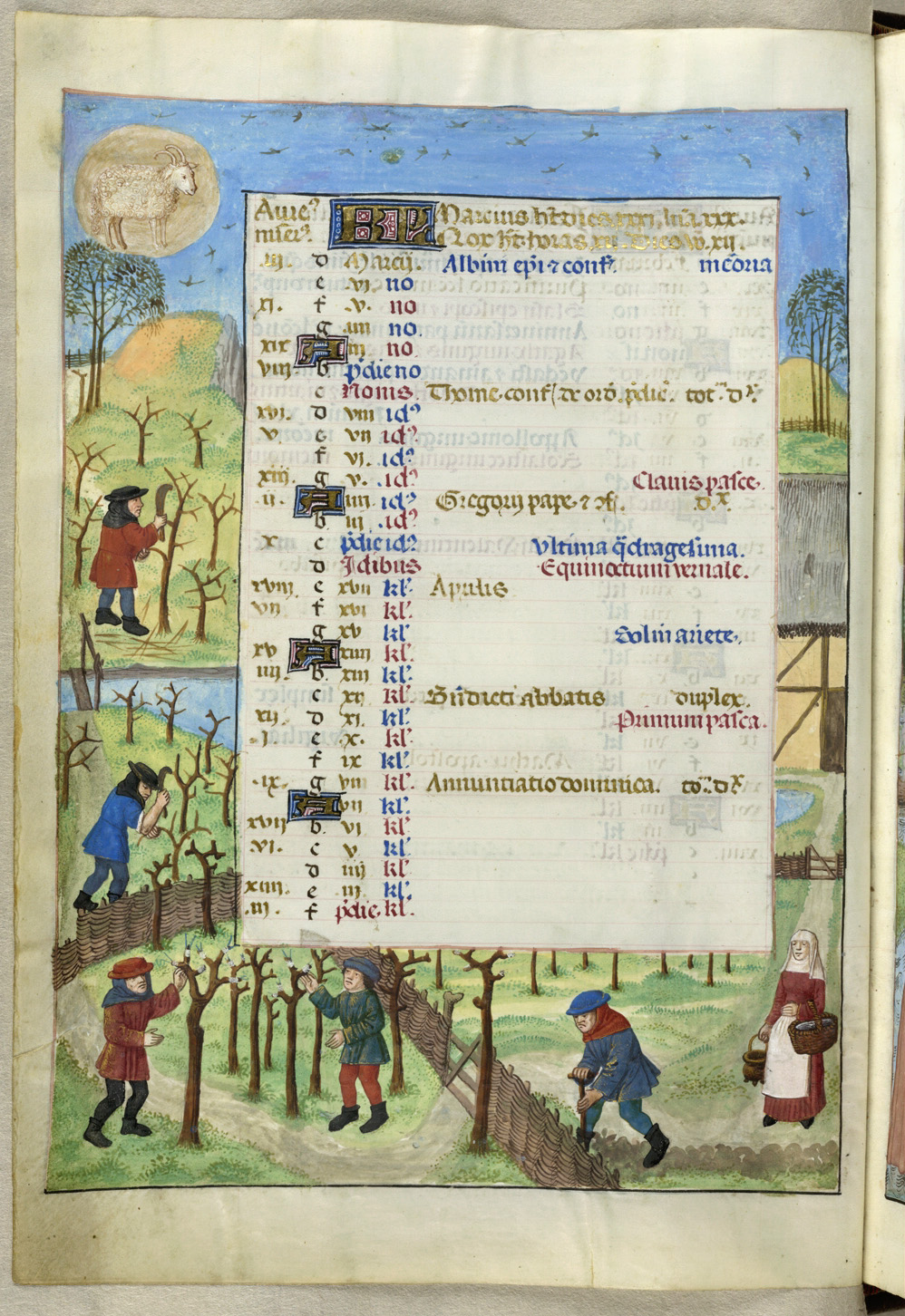
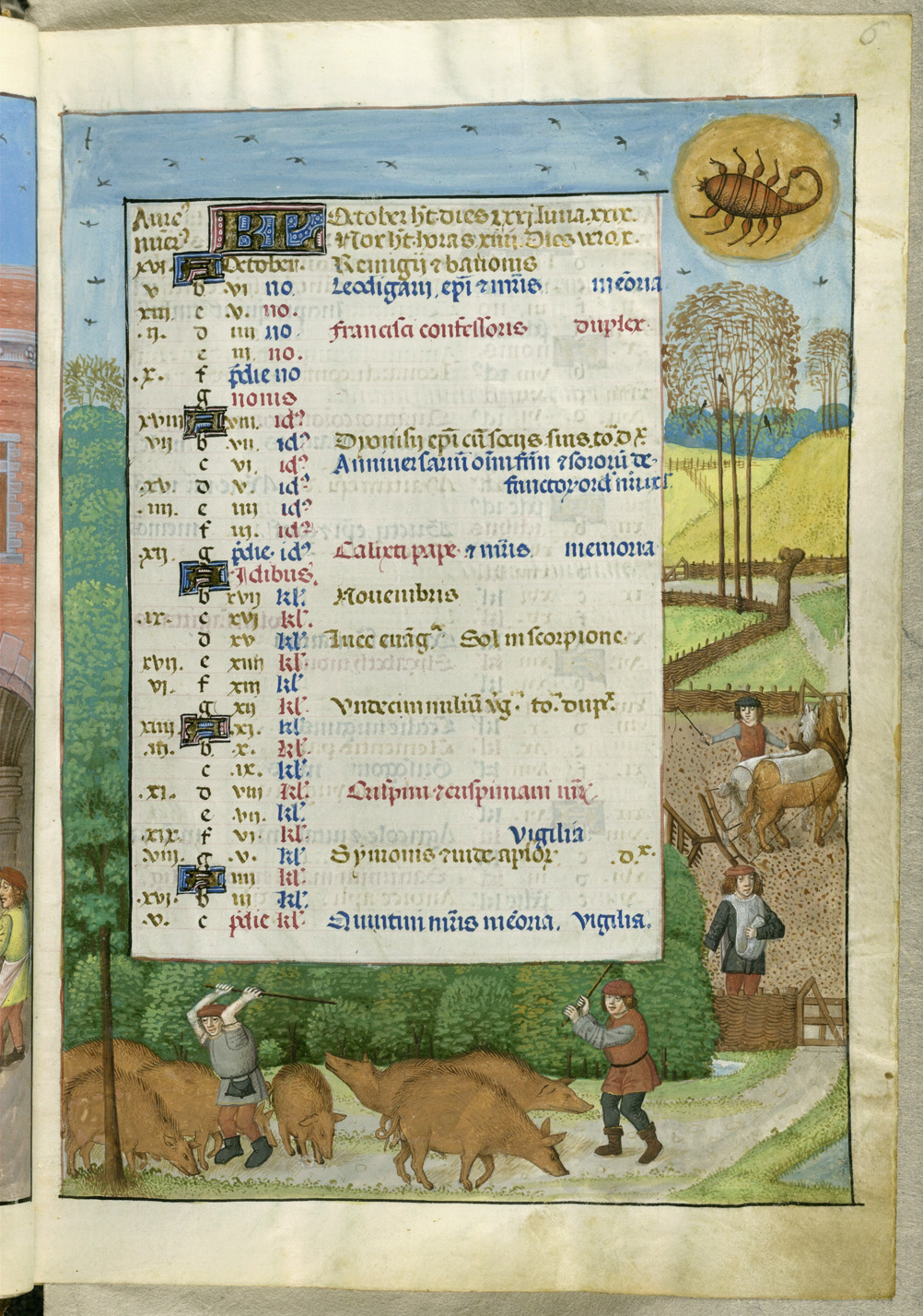

### Initialen
Dit handschrift bevat letterlijk duizenden versierde initialen. Ze zijn tussen één en acht lijnen hoog. Alle letters zijn getekend met blauwe of lila inkt op een gouden achtergrond en de onderdelen van de initialen zijn versierd met geometrische motieven in het wit. De open ruimte(s) binnen de initiaal is (zijn) meestal versierd met ranken of florale motieven, soms ook met geometrische structuren. Bij de grotere initialen zijn de hoeken dikwijls rond ingesneden. Ook de initialen worden gebruikt om de tekst te structureren. In het psalter bijvoorbeeld, wordt het begin van elke psalm aangeduid met een initiaal van 3 lijnen hoog.

### Lijnvullers
Overal waar een blanco ruimte dreigt te ontstaan op het einde van een lijn, wordt de lijn opgevuld met een gouden balk waarop bloemknopjes, ranken of geometrische motieven worden geschilderd. In het psalter komen deze lijnvullers veelvuldig voor, ze worden er gebruikt om het verseinde aan te geven. Soms wordt in plaats van de gouden balkjes een soort ketting van o’s gebruikt, geschreven in rode inkt.

### Marges
Ook van marges is er extensief gebruikgemaakt om het handschrift te versieren. Elke bladzijde met een grote of kleine miniatuur heeft een volledige, vierzijdige margeversiering. De margeversiering wordt ook aangebracht tussen de twee kolommen.
Men heeft in het brevier van Isabella de toen al oudmodische Franse margeversiering gebruikt naast de omstreeks 1470 ontstane Gents-Brugse strooiranden. Men kan verschillende types onderscheiden.
De Franse margeversiering ontstond in Parijs in de vroege 15e eeuw in de omgeving van de Boucicaut-meester en de Bedford-meester. Dit type werd in Vlaanderen overgenomen en verder ontwikkeld. Om het onderscheid met de toen hypermoderne Gent-Brugse stijl te beklemtonen wordt het hier "oudmodisch" Frans genoemd. De Gent-Brugse stijl van margeversiering ontstaat rond 1470 in de omgeving van de Weense meester van Maria van Bourgondië, Lieven van Lathem en de meester van Margaretha van York.
De oudmodische margeversiering wordt op het blanco perkament geschilderd. Er zijn hiervan twee varianten. De eerste heeft fijne acanthusranken geschilderd in het blauw en goud, met aardbeien, kleine bloemen, blaadjes en twijgen en kleine gouden stipjes. De andere variant heeft dezelfde elementen maar met als enige kleuren blauw, goud en zwart (zie voorbeeld).
Bij de "moderne" Gent-Brugse borders wordt de marge eerst ingekleurd meestal in het geel. Hierop wordt dan de versiering geschilderd. Ook bij deze marges kunnen we verschillende types onderscheiden.
Bij de eerste variant zien we zeer brede acanthus takken met grote bladeren dikwijls verknoopt of in mekaar gevlochten. De acanthus takken zijn wit of goud geschilderd. Tussen de acanthus zien we bloemen en aardbeien groeien, en vogels en insecten bevolken de marge. Hier en daar zien we menselijke figuren in of tussen de takken klimmen (zie voorbeeld).
De tweede variant bestaat uit veel dunnere acanthusranken die zelf bloeien en waaruit bloemen ontluiken (zie voorbeeld).
De derde variant zijn de strooiranden, waar bloemen en bloemknoppen uitgestrooid zijn over de ingekleurde rand (zie voorbeeld). Soms worden de oudmodische marges gecombineerd met de strooirand, die dan in een smalle boord om het tekstblok en de miniaturen loopt. De strooiranden en de oudmodische borders worden het meest gebruikt.
Hier en daar wordt ook margeversiering gebruikt die totaal hiervan afwijkt. Het gaat dan om marges die het uitzicht van textiel krijgen, of bestaan uit tekst in grote hoofdletters geschreven. Een mooi voorbeeld van een dergelijke textielmarge is te zien op de miniatuur met de heilige Barbara aan het begin van het artikel.
Voorbeelden van de verschillende types van margedecoratie:

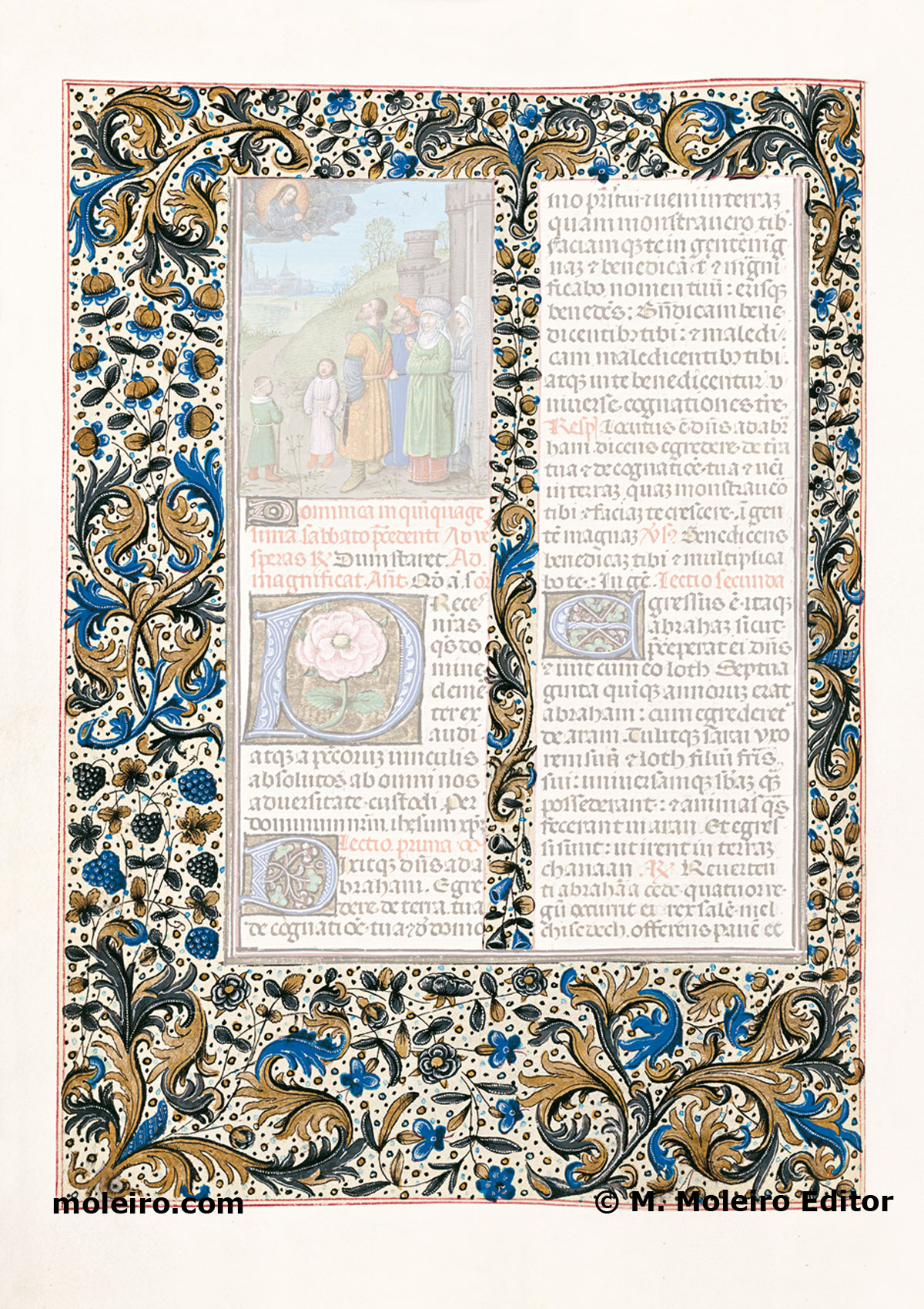
Voorbeeld van de "oudmodische" randversiering type a, f67v
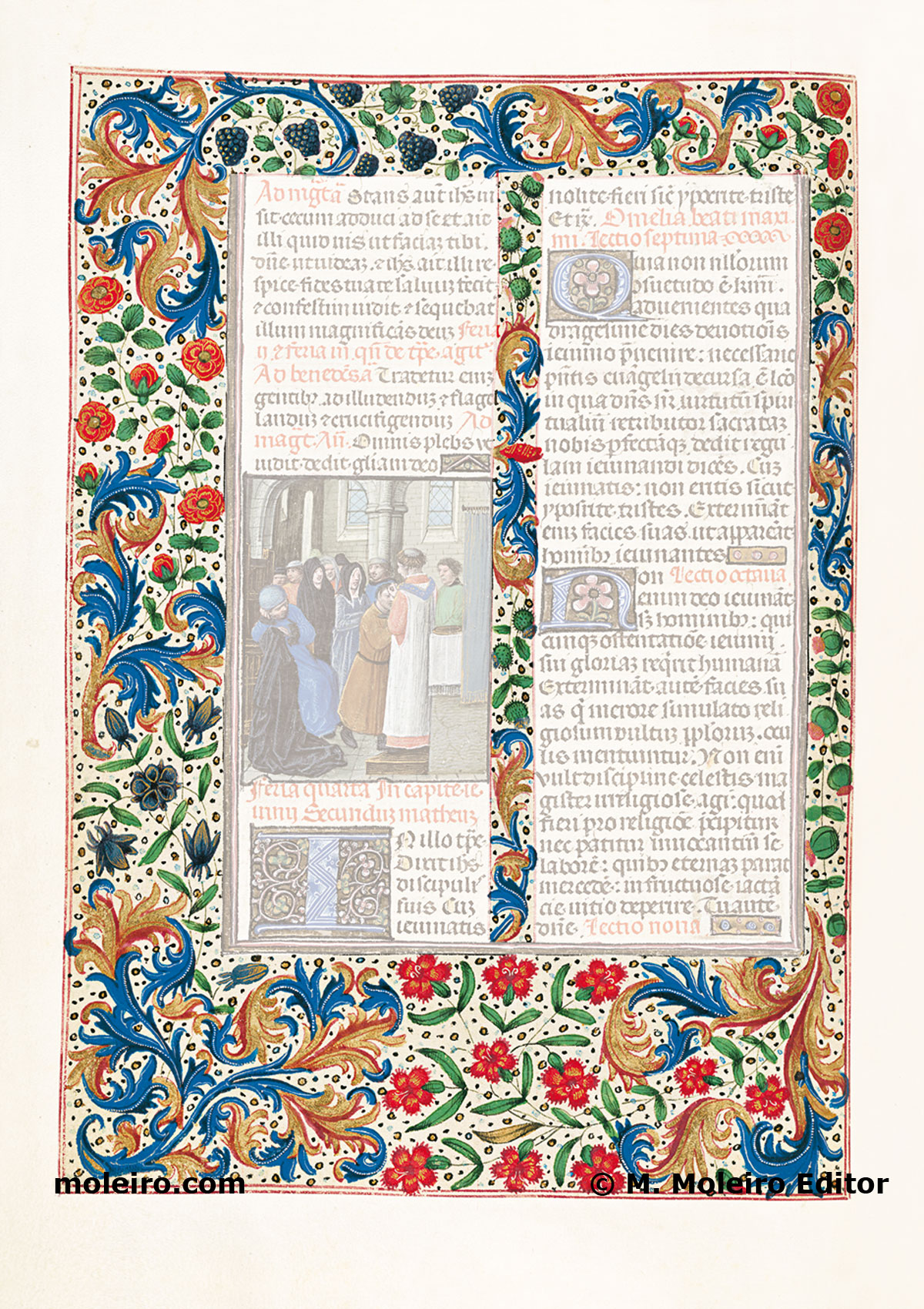
Voorbeeld van de "oudmodische" randversiering type b, f69v
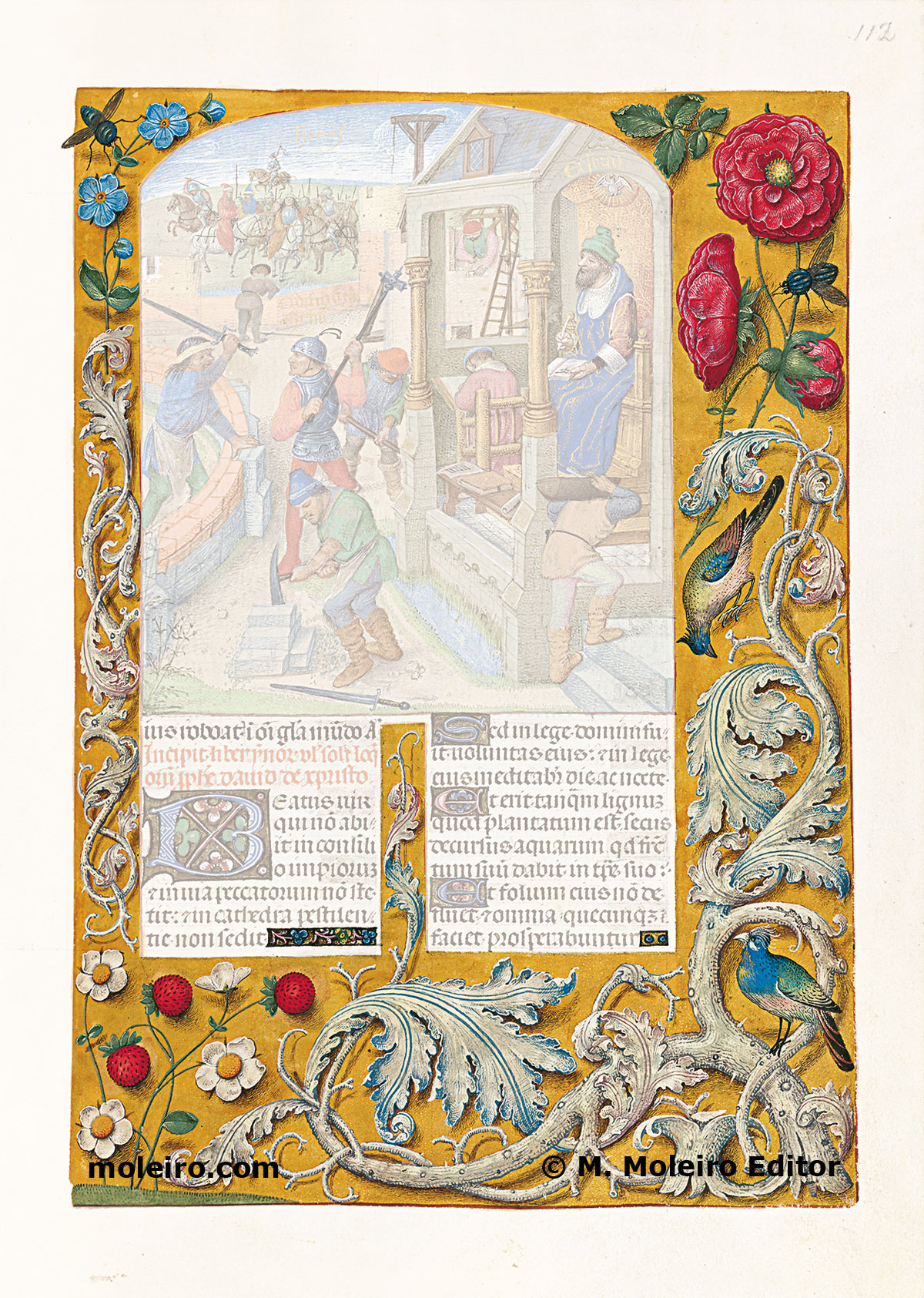
Voorbeeld van Gent-Brugse stijl variant 1, f112r
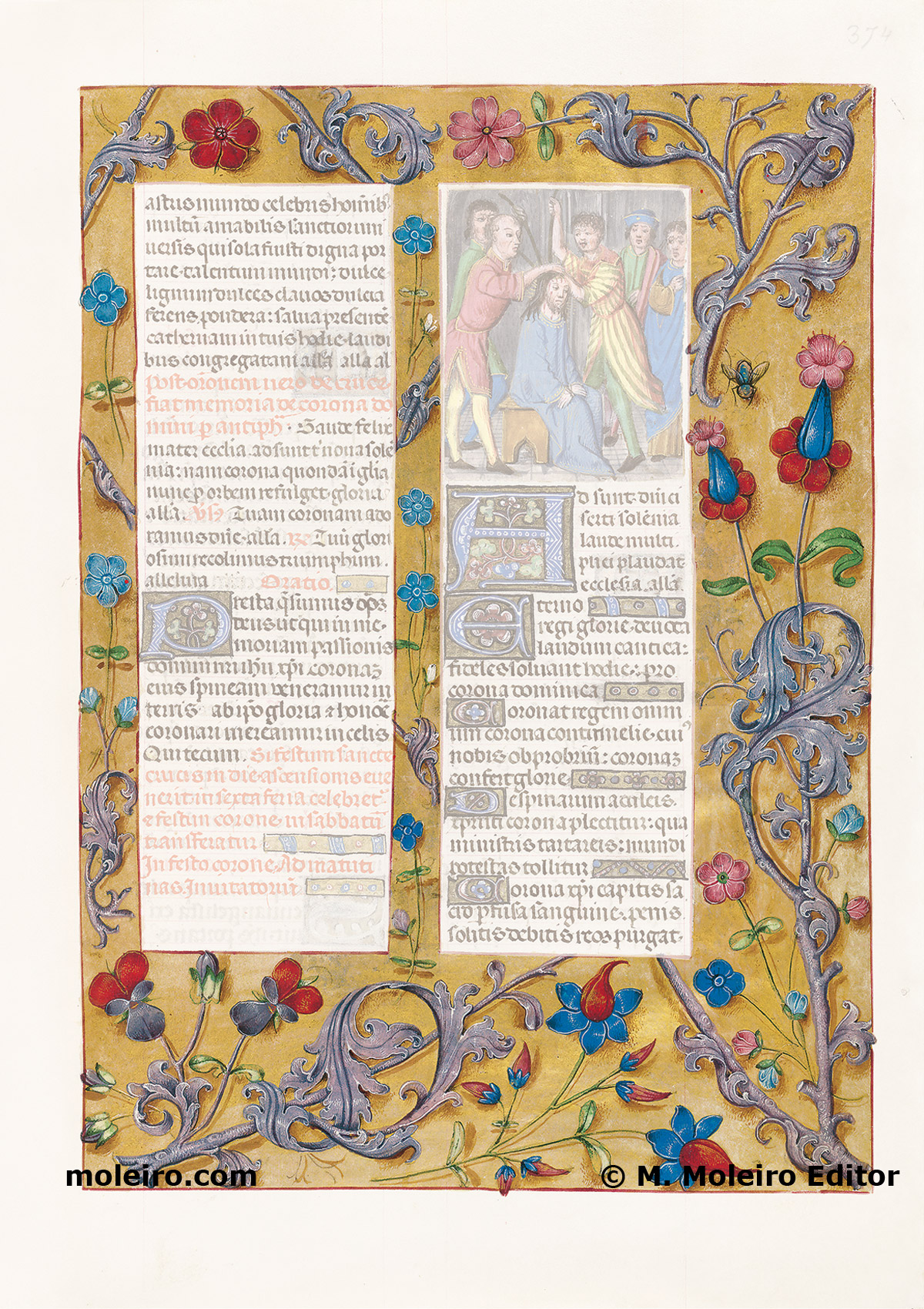
Voorbeeld van Gent-Brugse stijl variant 2, f374r
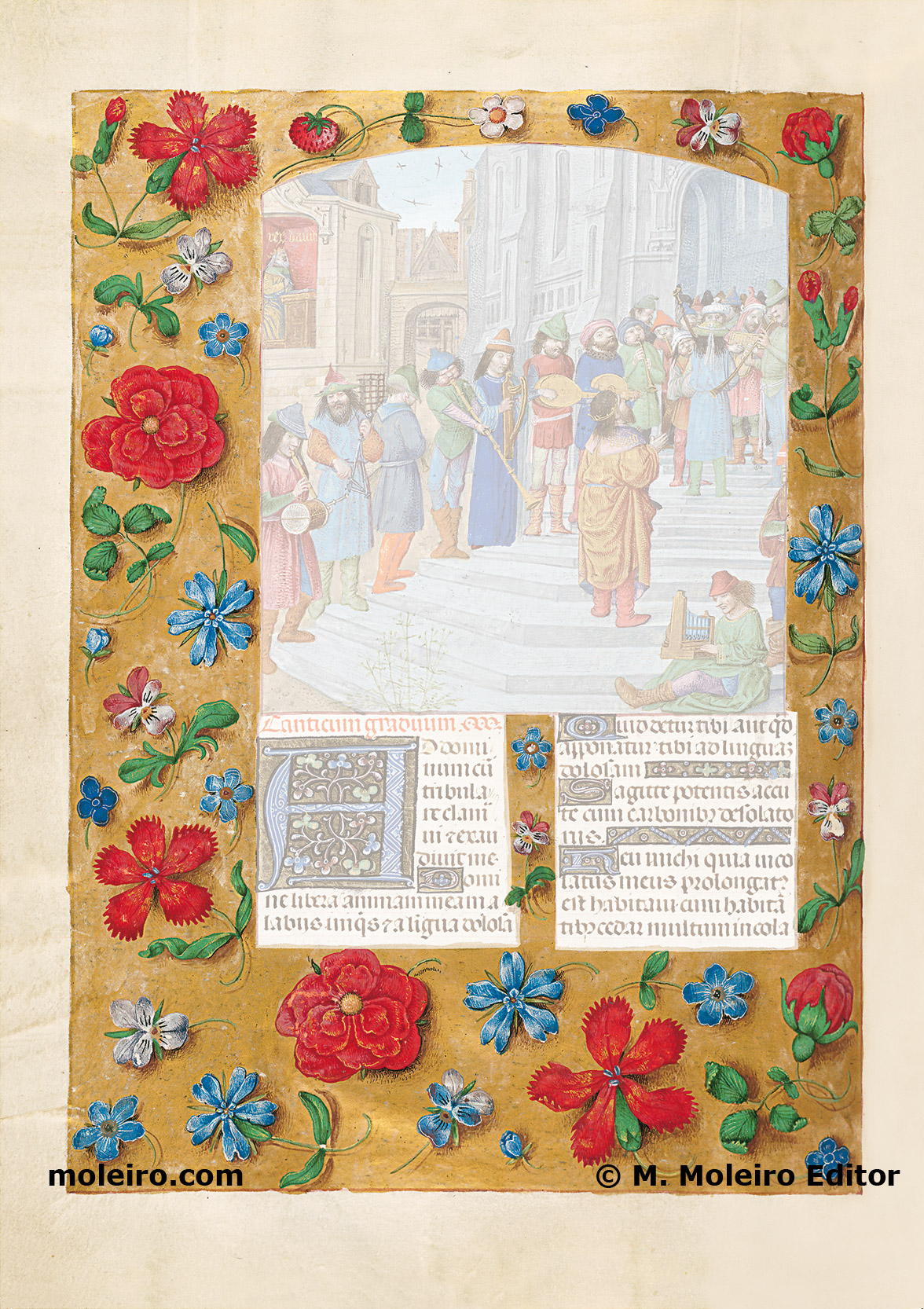
Voorbeeld van Gent-Brugse stijl variant 3, f184v
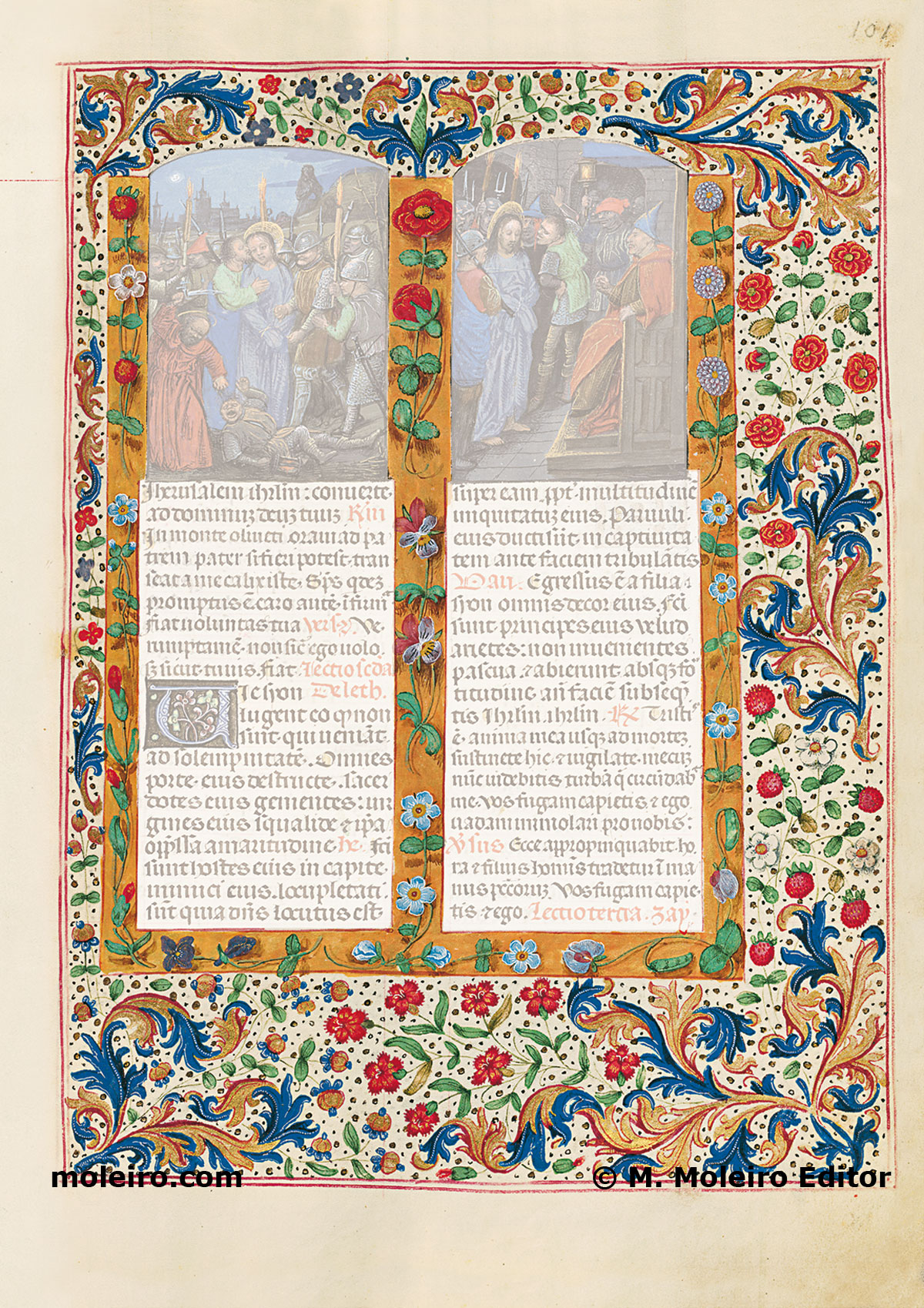
Voorbeeld van een gecombineerde margedecoratie, f101r
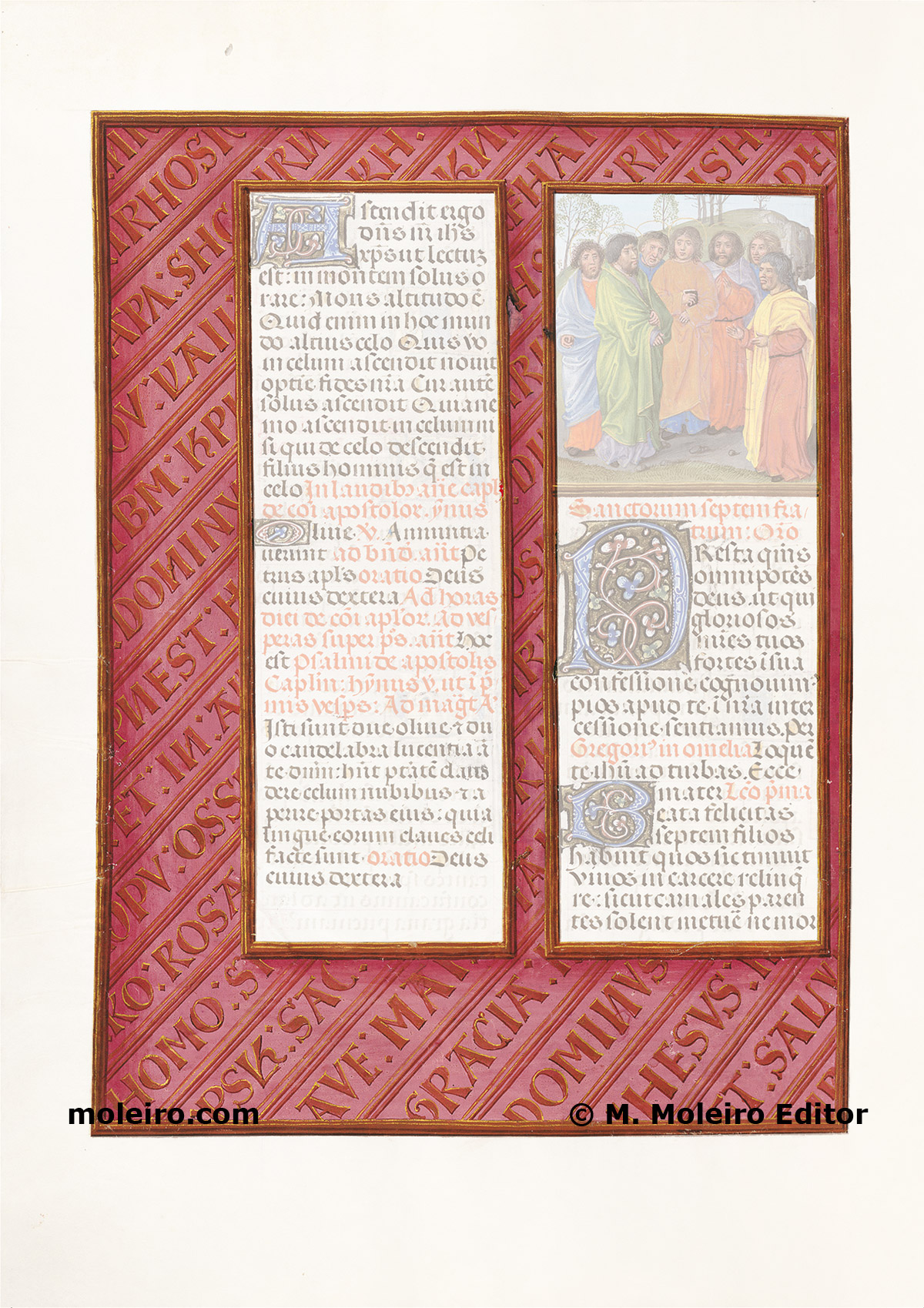
Voorbeeld van een van de bijzondere types

Naast de marges die de volledige bladzijde of drie zijden ervan omkaderen, vindt men op de tekstbladzijden ook gedeeltelijke marges van enkele lijnen tot een bladzijde hoog, steeds links van de kolom af en toe ook in een hoek linksboven of rechtsonder. Deze kleine marges gaan samen met de grotere initialen (3 lijnen en meer) en hebben naast het versierende ook een structurerend doel. Deze margeversiering is letterlijk op elke bladzijde van het boek terug te vinden en in die optiek kan men zeggen dat de 1048 pagina's van het boek versierd zijn, dit dan op enkele volledig lege bladzijden na.
De volledige margeversiering wordt meestal gebruikt op een bladzijde met een miniatuur, klein of groot, maar komt hier en daar ook voor in combinatie met grote initialen ter inleiding van een nieuwe sectie in het handschrift waar men geen miniatuur wilde aan besteden. Voorbeelden hiervan vindt men op ff. 13r, 13v en 14r waar de gebeden voor de weekdagen van de eerste week van de advent worden ingeleid.

## De kunstenaars

### Meester van het gebedenboek van Dresden
De verluchter die het grootste deel van de verluchting van het brevier van Isabella voor zijn rekening nam kennen we als de meester van het gebedenboek van Dresden. Hij schilderde een volbladminiatuur, 32 bladbrede miniaturen en 52 kolombrede miniaturen.
Deze meester schuwde het gebruik van modellen en zijn inventiviteit kwam uitvoerig aan bod bij het uitwerken van de verluchting van Isabella’s brevier. De iconografie die hij gebruikte bij de illustratie van de psalmen was volkomen nieuw in Vlaanderen. Weliswaar zijn de miniaturen gebaseerd op toentertijd pas verschenen theologische werken, maar het lijkt onwaarschijnlijk dat de miniaturist deze werken zelf heeft gelezen. Hij is waarschijnlijk geadviseerd door een theoloog en het zou niet verwonderlijk zijn als dat een dominicaan zou geweest zijn.
Het dateren van de bijdrage van de meester van het gebedenboek van Dresden is een heikele kwestie. Tot eind 20e eeuw werd zijn bijdrage gedateerd op basis van de inscriptie op folium 437r als zijnde omstreeks de tijd van het dubbelhuwelijk en de aanwezigheid van Francisco de Rojas in Vlaanderen, dus in de jaren 1490. Maar onderzoek, zou het werk, op stilistische gronden, eerder in de voorgaande decade, dus in de jaren 1480 plaatsen en wel voor 1488 toen hij Brugge voor een tijd verliet.

### De Kalendermeester
De illustratie van de kalender is waarschijnlijk gebeurd in dezelfde periode waarin de meester van Dresden aan het brevier werkte, maar hoewel hij gespecialiseerd was in kalenderillustratie, is dit deel van het werk niet van zijn hand. De verluchter die de kalender maakte was ook betrokken bij de margeversiering van het type met de brede acanthusranken. De personages die her en der in de marges voorkomen zijn zeer vergelijkbaar met die in de kalender. De kalender is op artistiek vlak het zwakste deel van de verluchting.

### Gerard David

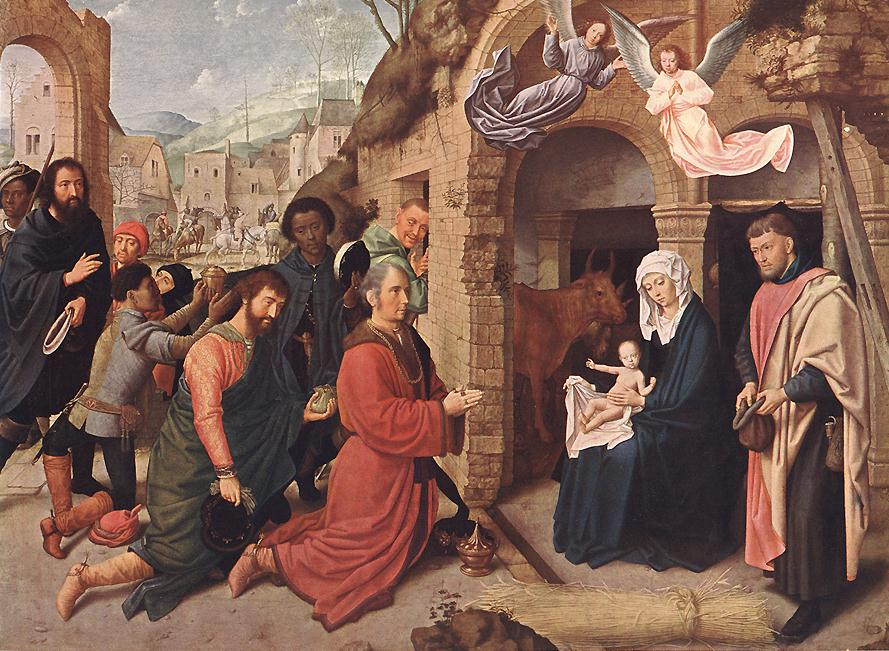
Gerard David, Aanbidding der wijzen, München, Alte Pinakothek, inv. no. 715)

Reeds bij de eerste analyse van het boek in 1838 had Gustav Friedrich Waagen vier miniaturen aangemerkt als zijnde van een uitzonderlijk hoge kwaliteit namelijk de miniatuur met het kerstgebeuren op f29r, de aanbidding der wijzen op f41r, Sint-Barbara op f297r en Johannes op Patmos op f309r. Waagen die het werk van Gerard David, dat in München in de Alte Pinakothek bewaard wordt, zeer goed kende, heeft de gelijkaardige miniatuur niet toegeschreven aan David, maar was wel van mening dat de vier genoemde miniaturen van één kunstenaar waren. Onderzoek wees deze vier miniaturen wel toe aan Gerard David, hoewel hierover nog steeds discussie gaande is. De gelijkenis in compositie tussen de miniatuur en het schilderij is treffend, maar de miniatuur kan natuurlijk ook van andere miniaturist zijn die zich op het werk van David gebaseerd heeft. Alleszins wordt meer en meer aangenomen dat Gerard David een belangrijke rol heeft gespeeld in de late miniatuurkunst in Vlaanderen.
Het verschil tussen deze vier miniaturen en de rest van de miniaturen in de eerste campagne onder de leiding van de meester van Dresden is duidelijk. De fluweelachtige achtergrond en het rijke kleurenpalet van deze miniaturen onderscheiden ze zeer duidelijk van de andere in het eerste deel. Detail studie toont aan dat bijvoorbeeld voorgrond en achtergrond van de St. Barbara miniatuur (f297r) met een verschillende techniek geschilderd zijn en ook het linker gedeelte van het landschap op de Johannes miniatuur is dit het geval.

### De meester van Jacobus IV van Schotland
Ook deze verluchter, die ons enkel bekend is via een noodnaam, leverde 48 miniaturen voor het Isabellabrevier. De meester van Jacobus IV van Schotland werd zo genoemd naar een getijdenboek dat werd gemaakt in de periode van het huwelijk tussen Jacobus met Margaretha Tudor in 1503 en dat wordt bewaard in de Österreichische Nationalbibliothek als Cod. 1897. De meester van Jacobus IV van Schotland was een van de grote miniaturisten van de periode tussen 1480 en 1530. Hij was onder meer betrokken bij de verluchting van het Breviarium Mayer van den Bergh en het Breviarium Grimani. Deze meester was verantwoordelijk voor de illustratie van het tweede deel van het breviarium, de tweede helft van het proprium sanctorum. In dit deel zijn alle miniaturen kolombreed, behalve de drie op ff. 437r, 477v en 481r (Opwekking van Lazarus), die wel minder hoog zijn dan de grote miniaturen in het eerste deel. Uit vergelijking met zijn ander werk plaatst men zijn bijdrage in de jaren 1490.
Een kenmerkend verschil tussen de miniaturen in het eerste en tweede deel van het breviarium is de afboording. In het deel van de meester van Dresden lijken de miniaturen uit het blad gesneden, ze hebben geen rand. Dit is het geval voor de grote en de kleinere miniaturen uit deel 1. Dit is steeds zo als de margeversiering bestaat uit een strooirand met geschilderde achtergrond, als de border van het oudmodische type is, wordt het ganse tekstblok links, onder en rechts omkaderd met een gouden en rode lijn, maar de miniatuur zelf blijft zonder kader. In het tweede deel daarentegen hebben de miniaturen steeds een driedimensionaal kader, uitgewerkt in het goud. Ook het tekstblok wordt frequent in een dergelijk kader geplaatst en rond de volledige marge wordt ook vaak een dergelijk kader geplaatst.

### Latere bijwerkingen
We zagen dat de meester van Dresden zijn werk beëindigde met folium 358 recto en dat de meester van Jacobus IV van Schotland zijn werk begon met folium 404 verso. De miniaturen in de tussenliggende katernen moeten bijgevolg worden toegeschreven aan andere verluchters.

#### Engels kunstenaar, begin 19e eeuw
We weten op basis van de beschrijving van het boek door Dibdin dat in zijn tijd de miniatuur van Sint-Catharina (f368r) ontbrak. In het licht hiervan en op basis van hun moderne stijl en de schildertechniek die doet denken aan olieverfschildering, werden deze miniatuur en vier kleine kolombrede miniaturen (f363r, f364r, f367r en f385v) toegewezen aan een vroeg-19e-eeuwse Engelse kunstenaar

#### Spaans kunstenaar ca. 1500
De andere miniaturen die niet werden uitgevoerd, noch in de campagne van de meester van Dresden, noch in de tweede campagne met de meester van Jacobus IV van Schotland, worden op basis van stijl toegewezen aan één kunstenaar. Op basis van de kleding van de personages, de klassieke tempel op f399r en dergelijke argumenten denkt men dat deze kunstenaar van Spaanse origine was.
Het blijft een open vraag of deze Spaanse kunstenaar deze miniaturen maakte na de tweede campagne, dus omstreeks 1500, of dat hij de opdracht kreeg om het boek verder af te werken na de eerste campagne dus omstreeks 1488. In het tweede geval werd hij dan weer van die opdracht afgehaald omwille van de duidelijk mindere kwaliteit van zijn werk.